# 케산 전투
케산 전투(Battle of Khe Sanh, 1968년 1월 21일 ~ 1968년 7월 9일)는 베트남 전쟁 중 꽝찌성 북서부의 케산 지역에서 벌어졌다. 케산 전투 기지(KSCB)를 방어하는 주요 미군 병력은 미국 해병대의 두 연대였으며, 이들은 미국 육군, 미국 공군(USAF), 오스트레일리아 왕립 공군(RAAF)의 병력과 소수의 베트남 공화국 육군(ARVN) 병력의 지원을 받았다. 이들은 베트남 민주공화국의 베트남 인민군(PAVN)의 2~3개 사단 규모 병력과 대치했다.
사이공의 미군 사령부는 1967년 KSCB 주변의 전투 작전이 국경 지역에서 PAVN의 소규모 공세의 일부라고 처음에는 생각했지만, PAVN이 대규모 병력을 이 지역으로 이동시키고 있다는 사실이 밝혀지자 KSCB의 미군은 증원되었다. 1968년 1월 21일, PAVN은 해병대 기지를 포위하고 봉쇄했다. 이후 5개월 동안 KSCB와 주변의 고지대 전초기지는 PAVN의 일일 대포, 박격포, 로켓 공격과 여러 차례의 보병 공격을 받았다. 274명 이상의 미군 병력이 사망하고 2,500명 이상이 부상당했다.
해병대 기지를 지원하기 위해 미 공군은 대규모 공중 폭격 작전인 나이아가라 작전을 수행했다. 처음 세 달 동안 미군 및 연합군 항공기가 114,810톤 이상의 폭탄을 투하했고, 기지 방어를 위해 158,900발 이상의 포탄이 발사되었다. 미군은 KC-130 1대, C-123 3대, 헬리콥터 35대를 잃었으며, 항공기 23대와 헬리콥터 123대가 손상되었다. 캠페인 내내 미군은 PAVN 병력을 찾아내고 표적화하기 위해 최신 기술을 사용했으며, 기지를 지원하기 위해 물류 혁신을 단행했다.
1968년 3월, 해병대와 육군/ARVN 연합 태스크포스가 육상 구호 작전(페가수스 작전)을 시작하여 마침내 케산의 해병대와 돌파했다.
미국 지휘관들은 케산 방어를 성공으로 간주했지만, 포위가 해제된 직후 미래에 유사한 전투의 위험을 피하기 위해 기지를 해체하기로 결정했다. 1968년 6월 19일, KSCB의 철수 및 파괴가 시작되었다. 격렬한 포격 속에서 해병대는 철수하면서 남은 것을 파괴하기 전에 최대한 많은 것을 회수하려고 노력했다. 기지가 공식적으로 폐쇄된 7월 5일까지 소규모 공격이 계속되었다. 그러나 해병대는 689 고지 주변에 남아 있었고, 전투는 7월 11일까지 계속되다가 마침내 철수하면서 전투가 끝났다.
그 결과, 북베트남은 케산에서 승리를 선언했고, 미군은 기지가 더 이상 필요하지 않아 철수했다고 주장했다. 역사가들은 케산 전투가 1968년 초 구정 대공세 이전에 남부에서 남베트남 민족해방전선(VC) 병력 증강으로부터 미국과 남베트남의 주의를 분산시켰을 수 있다고 지적했다. 그럼에도 불구하고 전투 당시 미군 사령관 윌리엄 웨스트모얼랜드 장군은 구정 대공세의 진정한 의도는 케산에서 병력을 분산시키려는 것이었다고 주장했다.

## 서막
케산 마을은 향화 지구의 중심지였으며, 이곳은 라오스 국경에서 7 마일 (11 km) 떨어진 9번 국도상에 위치한 브루 몬타냐르 마을과 커피 농장이 있는 지역이었다. 심하게 훼손된 9번 국도는 해안 지역을 거쳐 서부 고지대를 통과하여 라오스 국경을 넘었다. 전투 기지의 시작은 1962년 8월 옛 프랑스 요새에 미국 육군 특수부대가 비행장을 건설하면서부터였다.:59 이 기지는 국경을 따라 PAVN의 침투를 감시하고 지역 주민을 보호하기 위한 민간 불규칙 방어 그룹의 특수부대 전초기지가 되었다.

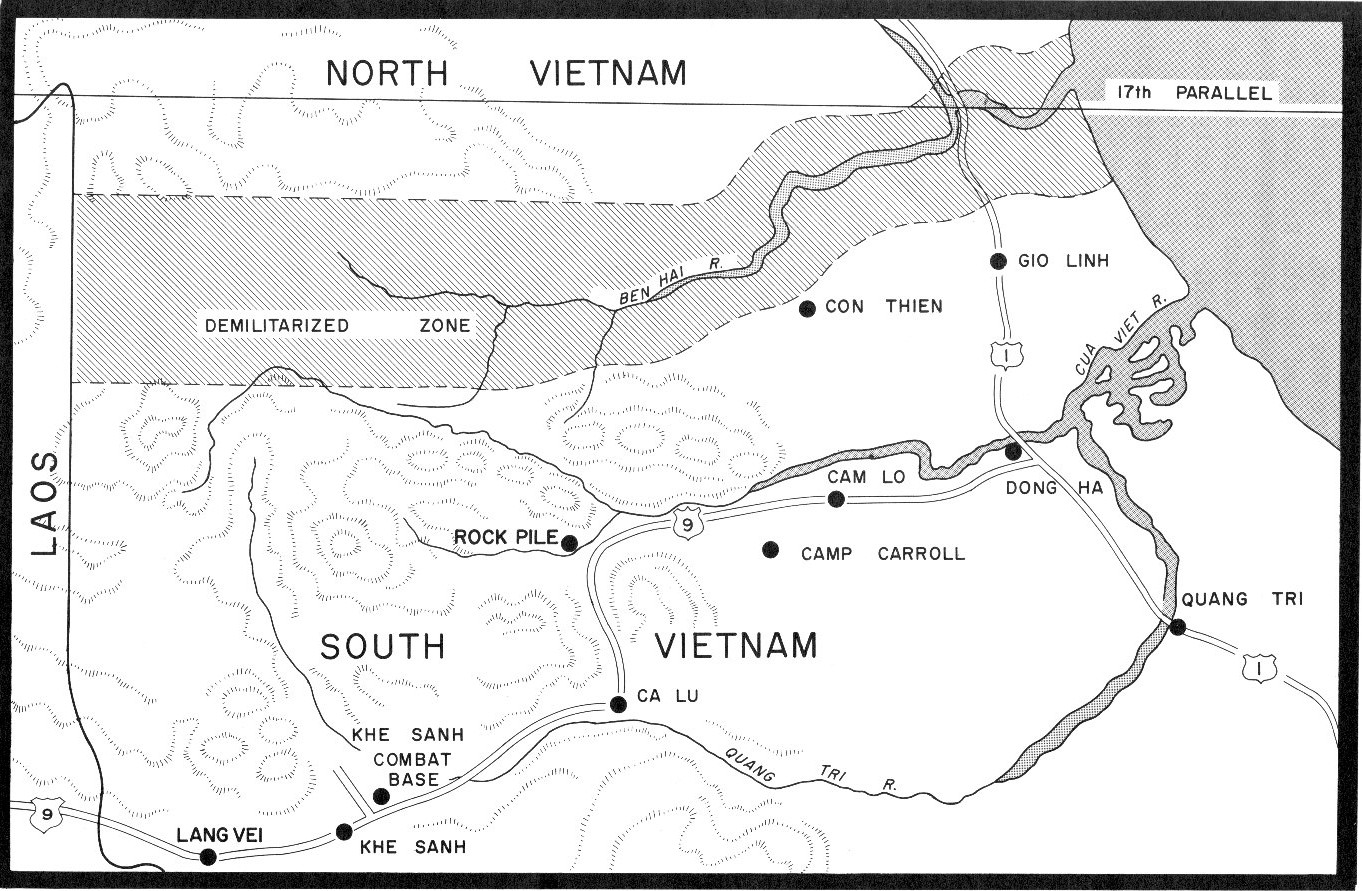
북부 꽝찌성 지도

제임스 마리노는 1964년 베트남 주둔 미군 사령관 윌리엄 웨스트모얼랜드 장군이 "케산은 라오스로부터의 적 침투를 막는 순찰 기지; 라오스의 적을 괴롭히는 작전의 기지; 호찌민 루트를 조사하기 위한 정찰기의 활주로; 비무장지대 남쪽 방어의 서부 거점; 그리고 궁극적으로 호찌민 루트를 차단하기 위한 지상 작전의 출발점 역할을 할 수 있다"고 판단했다고 썼다. 1964년 11월, 특수부대는 진지를 쏨 참 고원으로 옮겼는데, 이곳이 미래의 케산 전투 기지가 될 곳이었다.
1964년 겨울, 케산은 고도로 기밀인 MACV-SOG의 발사 기지가 되었다. 이 기지는 처음에는 마을 근처에 설립되었고, 나중에 프랑스 요새로 옮겨졌다. 그곳에서 정찰 팀이 라오스로 파견되어 PAVN의 병참 시스템인 호찌민 루트(북베트남 군인들에게는 "쯔엉선 전략 보급로"로도 알려짐)를 탐사하고 정보를 수집했다.

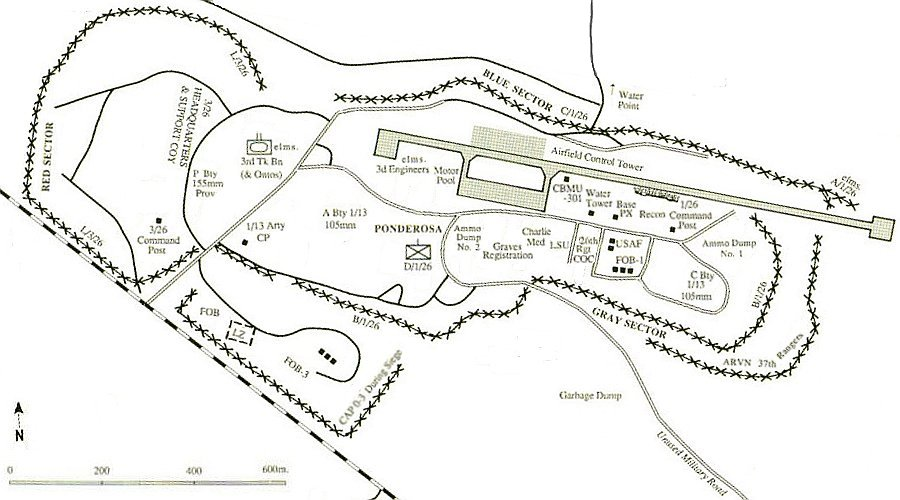
케산 전투 기지 다이어그램

마리노는 "1966년까지 웨스트모얼랜드는 케산을 더 큰 전략의 일부로 간주하기 시작했다"고 말했다. 호찌민 루트를 차단하기 위해 라오스를 통한 진격을 최종 승인받기 위해 그는 "기지를 반드시 사수해야 한다"고 판단했다. 그는 미 해병대에게 케산 주변에 주둔하도록 명령했다. 베트남 군사원조사령부는 라오스 침공을 계획하기 시작했고, 10월에는 케산에 비행장 건설이 완료되었다.
고원 진지는 1967년에 미 해병대가 비행장 옆에 전초기지를 설치하면서 영구적으로 주둔하게 되었다. 이 기지는 베트남 공화국의 최북단 5개 지방인 제1군단에 대한 전술적 책임이 있는 해병대 병력의 서쪽 거점 역할을 할 예정이었다.:140–146:42 해병대의 방어 시스템은 베트남 군사 분계선(DMZ) 아래에서 해안을 따라 9번 국도를 거쳐 케산까지 이어졌다. 1966년, 정규 특수부대는 고원에서 이동하여 9번 국도를 따라 라오스 국경까지 절반 정도 떨어진 랑베이에 더 작은 진지를 건설했다.:60

## 배경

### 국경 전투
1967년 하반기 동안 베트남 민주공화국은 남베트남 국경 지역에서 일련의 행동을 선동했다. 모든 공격은 연대 규모의 PAVN/VC 부대에 의해 수행되었지만, 이전의 일반적인 치고 빠지기 전술과 달리 지속적이고 유혈이 낭자한 전투였다.
10월 초, PAVN은 북부 꽝찌성 DMZ 남쪽의 해병대 방어선 중앙에 있는 언덕 요새 콘 티엔에 대해 대대 규모의 지상 탐색과 지속적인 포격을 강화했다. 박격포탄, 포탄, 122mm 로켓탄이 기지에 무작위로 끊임없이 쏟아졌다. 9월의 포격은 하루 100~150발에 이르렀으며, 9월 25일에는 최대 1,190발이었다.
웨스트모얼랜드는 포위망을 뚫기 위한 항공 및 해군 폭격 작전인 뉴트럴라이즈 작전을 개시함으로써 대응했다. 7주 동안 미군 항공기는 거의 4,000회의 공습으로 35,000~40,000톤의 폭탄을 투하했다.

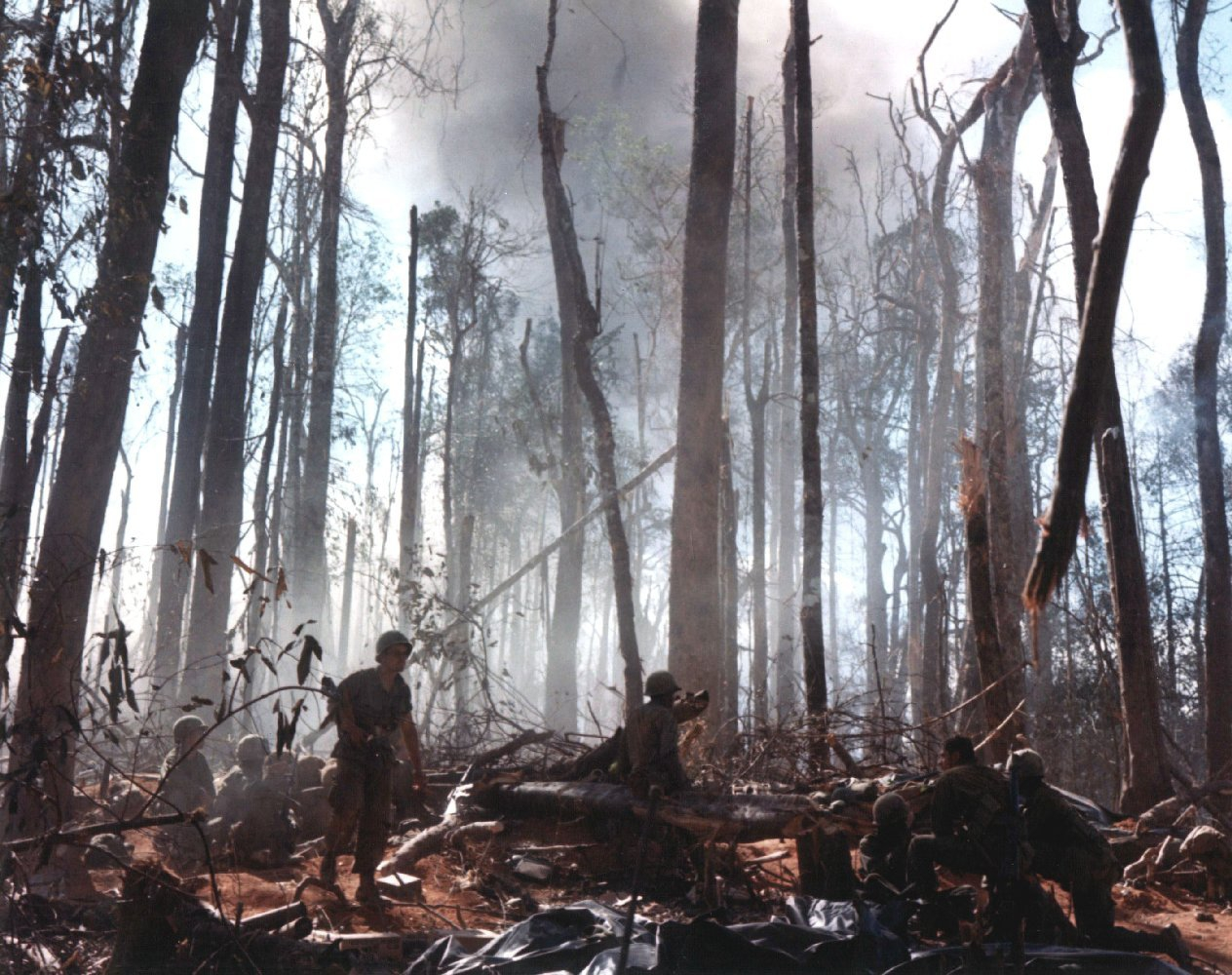
닥토 주변 전투 중 가장 치열했던 875고지 전투

10월 27일, PAVN 연대는 프억롱 성의 주도인 송베에서 베트남 공화국 육군(ARVN) 대대를 공격했다. PAVN은 며칠 동안 싸웠고, 사상자를 냈으며, 후퇴했다. 이틀 후, PAVN 제273연대는 빈롱성의 국경 마을 록닌 근처의 특수부대 진지를 공격했다. 미군 제1보병사단 병력이 빠르게 대응할 수 있었다. 10일간의 전투 끝에 공격자들은 캄보디아로 밀려났다. 이 작전 중 PAVN 군인 최소 852명이 사망했으며, 미군과 남베트남군 사상자는 50명이었다.
가장 격렬한 전투는 중부 고원 지방의 콘툼에 있는 닥토 근처에서 벌어졌다. PAVN 제1사단의 존재는 그곳에서 22일간의 전투를 촉발시켰고, 전체 분쟁 중 가장 치열한 근접 전투가 벌어졌다. 미군 정보기관은 PAVN 병력이 1,200명에서 1,600명 사이가 사망했다고 추정했으며, 미군 제4보병사단, 제173공수여단, ARVN 공수 부대원 362명이 전사했지만, 제4보병사단 4개 대대 중 3개 대대와 제173공수여단 전체가 전투 중 전투 불능 상태가 되었다.
미국 정보 분석가들은 적의 일련의 행동에 상당히 당황했다. 지속적인 PAVN/VC 공세 뒤에는 연합군에게 사상자를 입히는 것 외에는 어떤 논리도 보이지 않았다. 그것은 달성되었지만, 북베트남이 입은 사상자는 그들이 얻었을 직접적인 이득을 무효화하는 것처럼 보였다. 그러나 국경 전투는 당시에는 인지되지 않았던 두 가지 중요한 결과를 낳았다. 그것들은 미국 지휘부의 주의를 국경 지역에 고정시켰고, 구정 대공세 준비를 위해 미국군과 ARVN 병력을 해안 저지대와 도시에서 멀어지게 했다.

### 고지 전투

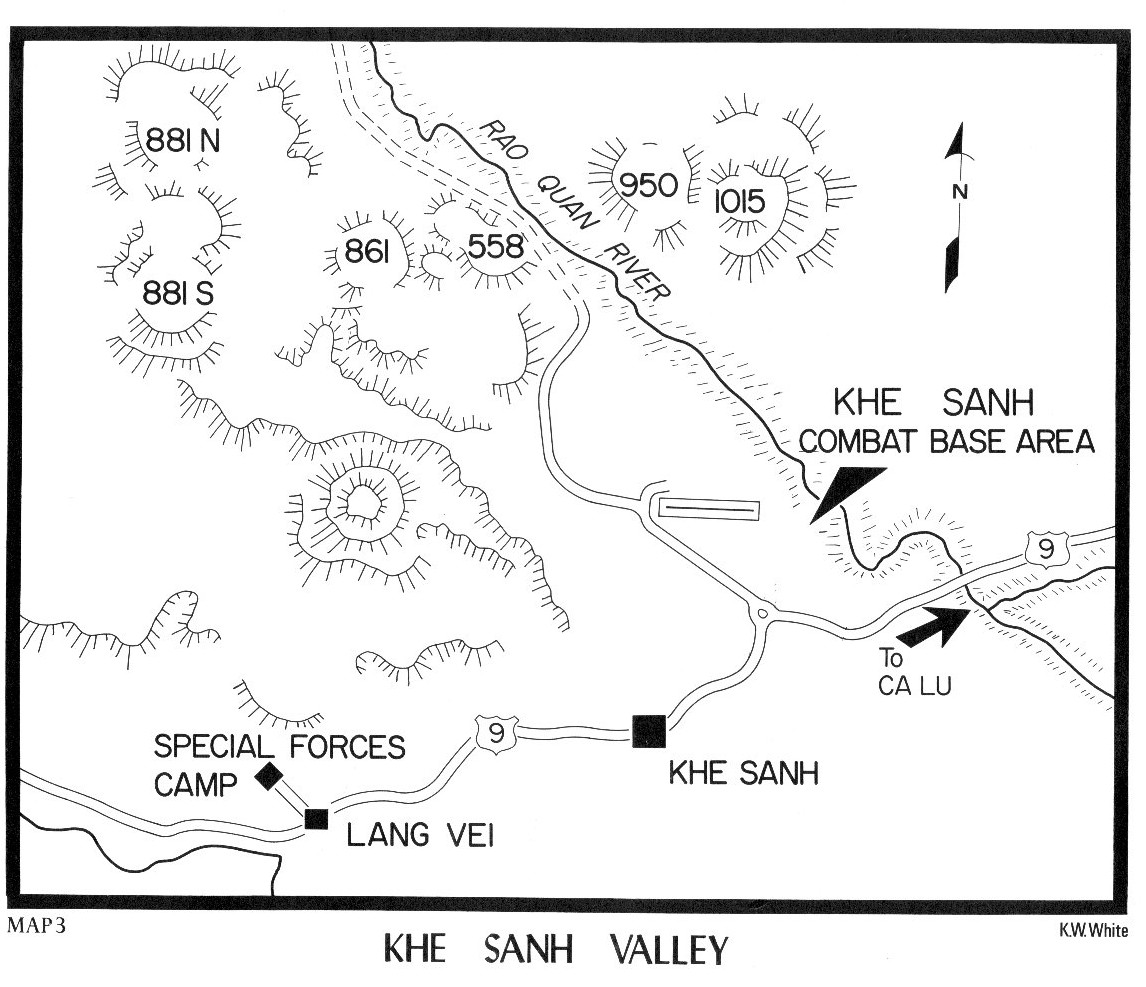
케산 계곡

1966년 내내 케산 지역은 조용했다. 그럼에도 불구하고 웨스트모얼랜드는 해병대가 점령할 뿐만 아니라 강화해야 한다고 주장했다.:432 그는 제1군단 해병대 사령관 루이스 W. 월트 장군에게 강력히 반대했다. 월트 장군은 미군의 노력이 내륙에서 PAVN/VC를 추격하는 것이 아니라 인구의 평정 및 보호에 집중되어야 한다고 열렬히 주장했다.
그러나 웨스트모얼랜드가 승리했고, 제3해병연대 제1대대(1/3 해병대)가 9월 29일 진영과 비행장을 점령하기 위해 파견되었다. 1967년 1월 말까지 1/3 해병대는 일본으로 돌아갔고, 제9해병대 제1대대 (1/9 해병대)의 브라보 중대에 의해 교체되었다. 단일 중대가 전체 대대를 대체한 것이다.

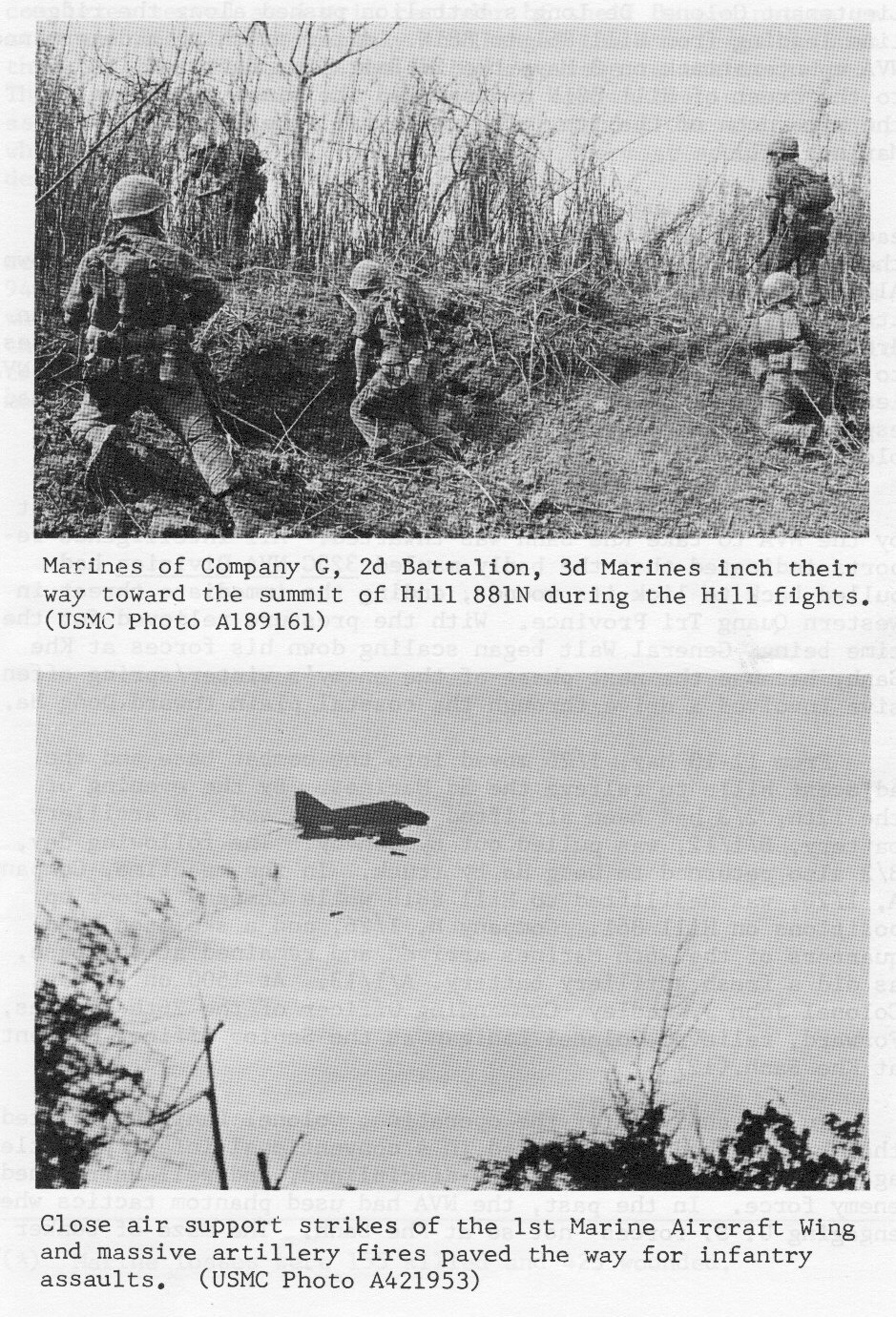
고지 전투

1967년 4월 24일, 브라보 중대의 순찰대가 861고지 북쪽에서 미상의 PAVN 부대와 교전했다. 이 작전은 케산을 점령하려는 PAVN 공세의 조기 발동을 야기했다. PAVN 부대는 주 공격을 시작하기 전에 고지대를 점령하는 과정에 있었다. 제3해병연대의 제2대대와 제3대대는 존 P. 래니건 대령의 지휘 아래 KSCB를 보강하고 861고지, 881고지 북쪽, 881고지 남쪽에서 PAVN을 밀어내는 임무를 부여받았다. PAVN군은 940명의 사상자를 낸 후 케산 주변 지역에서 퇴각했다. 해병대는 전사자 155명, 부상자 425명의 피해를 입었다. :17
비행장의 주 기지에 대한 PAVN 관측과 화력 지원 기지로서의 사용 가능성을 방지하기 위해 케산 계곡 주변의 언덕은 별도의 해병대 병력에 의해 지속적으로 점령되고 방어되어야 했다.:60–61
고지 전투 이후 케산 주변에서는 PAVN 활동이 소강상태에 접어들었다. 5월 말까지 해병대 병력은 다시 2개 대대에서 1개 대대로, 제26해병연대 제1대대로 줄어들었다. 로버트 E. 커시먼 주니어 중장은 6월에 월트의 뒤를 이어 III MAF 사령관이 되었다.
8월 14일, 데이비드 E. 로운즈 대령이 제26해병연대의 사령관직을 인계받았다. 늦여름과 초가을 동안 이 지역에서 산발적인 작전이 수행되었으며, 그 중 가장 심각한 것은 9번 국도에서 보급 호송대가 매복 공격을 당한 것이었다. 이는 다음 해 3월까지 케산에 대한 마지막 육상 보급 시도임이 밝혀졌다.:155 12월과 1월 초에는 케산 지역에서 PAVN 병력과 활동에 대한 수많은 목격이 있었지만, 이 지역은 비교적 조용했다.

### 결정
그때 미군 고위 사령부는 제1군단의 제한된 병력 중 더 많은 병력을 케산 방어에 투입할 것인지, 아니면 기지를 포기할 것인지 결정해야 했다. 웨스트모얼랜드는 선택이 매우 간단하다고 생각했다. 그의 회고록에서 그는 계속 노력해야 하는 이유를 다음과 같이 열거했다:
케산은 9번 국도를 따라 라오스에서 침투하는 적을 차단하는 순찰 기지; 라오스의 적을 괴롭히기 위한 SOG 작전의 기지; 호찌민 루트를 조사하는 정찰기들의 활주로; DMZ 남쪽 방어의 서쪽 거점; 그리고 궁극적으로 호찌민 루트를 차단하기 위한 지상 작전의 출발점 역할을 할 수 있었다.:236 
그러나 모든 해병대 고위 장교들이 같은 의견을 가진 것은 아니었다. 새로운 III MAF 사령관인 커시먼은 월트의 퇴임 후 육군/해병대 관계를 개선하고 싶었기 때문에 웨스트모얼랜드를 지지했을 수 있다.:67 제기된 다른 우려는 제1군단에 대한 진정한 위협은 꽝찌시와 다른 도시 지역에 대한 직접적인 위협이며, PAVN 병력이 케산을 쉽게 우회할 수 있으므로 침투 위협에 대한 방어는 무의미하다는 주장, 기지가 너무 고립되어 있다는 점, 그리고 해병대가 "그러한 작전을 위한 헬리콥터 자원, 병력, 또는 병참 기지를 가지고 있지 않다"는 점을 포함했다. 또한 쇼어는 "기상 조건이 또 다른 중요한 요인이었다. 왜냐하면 몬순 시기에 수반되는 시야 불량과 낮은 구름은 그러한 작전을 위험하게 만들었기 때문이다"라고 주장했다.:47
로웰 잉글리시 준장 (제3해병사단 부사령관)은 고립된 전초기지 방어가 터무니없다고 불평했다: "케산에 있을 때, 당신은 사실 아무데도 없는 것이다. 당신은 그것을 잃을 수 있고 당신은 정말로 아무것도 잃지 않았다.":42
그러나 웨스트모얼랜드가 알아야 할 것은 PAVN이 결정적인 전투를 위해 많은 수의 병력을 집결시켰다는 것이었다. 더욱 매력적인 전망은 기지가 인구 밀도가 낮은 지역에 있어 민간인 사상자 없이 미군의 화력을 완전히 사용할 수 있다는 것이었다. 고정된 위치로 이동하는 이전에 찾기 어려웠던 적과 교전하고 파괴할 기회는 전례 없는 규모의 승리를 약속했다.:42

## 전투

### 주변 지역 공격

#### 첫 교전
1967년 12월 초, PAVN은 쩐 꾸이 하이 소장을 케산 주변 작전의 현지 사령관으로 임명하고, 레 광 다오를 정치 위원으로 임명했다. 며칠 안에 삽 리트 주변에 캠페인 본부가 설립되었다.:146 두 사단, 즉 304사단과 325사단이 작전에 배정되었다: 325사단은 기지 북부 지역을, 304사단은 남부 지역을 담당했다.:46 PAVN의 의도를 파악하기 위해 해병대 정보는 일주일여 만에 325사단이 기지 근처로 이동했으며, 두 개 사단이 지원 거리 내에 있음을 확인했다. 324사단은 케산 북쪽 10–15 마일 (16–24 km) 떨어진 DMZ 지역에 위치했고, 320사단은 북동쪽으로 쉽게 증원할 수 있는 거리에 있었다.:43 이들은 인근 호찌민 루트에서 병참 지원을 받았다. 이 정보의 결과로 KSCB는 1968년 1월 22일 제9해병연대 제1대대에 의해 증원되었다. PAVN 공식 역사에 따르면, 1967년 12월까지 북베트남은 배치 또는 지원 거리 내에 다음을 보유하고 있었다: 304, 320, 324, 325보병사단, 독립 270보병연대; 5개 포병연대 (16, 45, 84, 204, 675); 3개 대공 연대 (208, 214, 228); 4개 전차 중대; 1개 공병 연대 및 1개 독립 공병 대대; 1개 통신 대대; 그리고 다수의 지역 병력 부대.

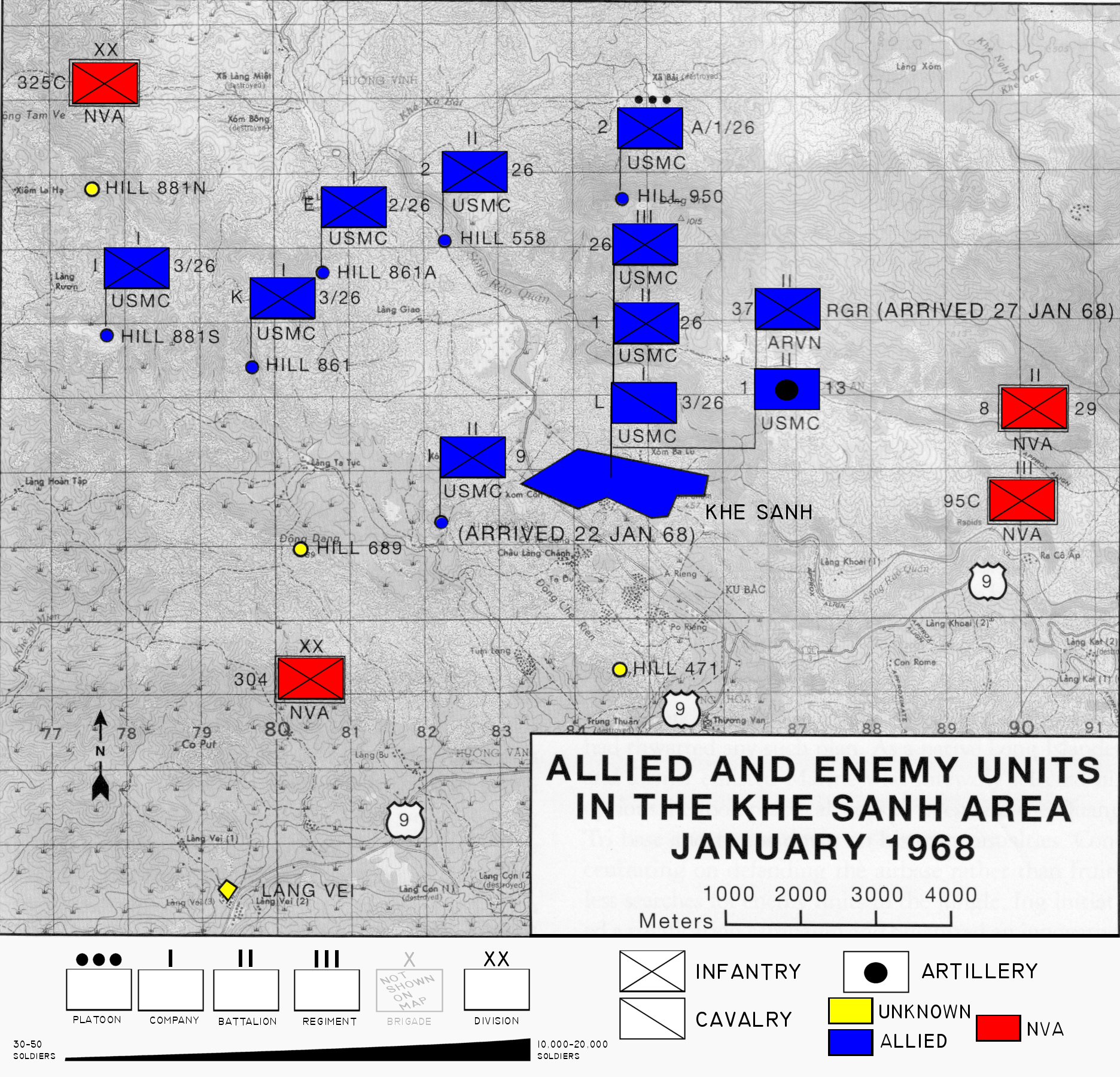
대치 병력 배치, 1968년 1월

라오스 국경 건너편 코록 능선(좌표 북위 16° 33′ 40″ 동경 106° 37′ 55″ / 북위 16.561°  동경 106.632° )의 881고지 남쪽과 북쪽 위치에서 PAVN은 기지에 대한 공격을 개시하고 지상 작전을 지원하기 위한 포병, 로켓, 박격포 진지를 구축했다. PAVN의 130mm 및 152mm 포병과 122mm 로켓은 105mm 및 155mm 곡사포로 구성된 해병대 포병 지원보다 사거리가 길었다. PAVN은 이러한 사거리 우위를 이용하여 대포병 사격을 피했다.:58–59 그들은 겨울 몬순의 계속되는 악천후로 인해 진지 구축에 도움을 받았다.:72
1968년 1월 2일 비가 오는 밤, 6명의 검은 유니폼을 입은 남자들이 청취 초소의 대원들에 의해 주 기지 방어선 밖에서 목격되었다. 도전에도 불구하고 응답하지 않자 사격을 받았고 5명은 즉사했으며, 6번째 남자는 부상을 입었지만 탈출했다. 이 사건으로 인해 커시먼은 로운즈를 제26해병연대 제2대대의 나머지 병력으로 증원하게 되었다. 이는 제2차 세계대전 이오지마 전투 이후 제26해병연대의 세 개 대대 모두가 함께 전투에 참가한 첫 사례였다.:30–31 라오 콴 강 근처의 방어 지대를 가리기 위해, 2/26 해병대 소속 4개 중대가 즉시 558고지를 점령하기 위해 파견되었고, 다른 중대는 861A고지에 주둔했다.:31
1월 20일, PAVN 제325사단 소속 라 탄 톤 중위가 망명하여 PAVN의 일련의 공격 계획을 밝혔다.:72 881고지 남쪽, 861고지, 그리고 주 기지 자체가 같은 날 저녁 동시다발적으로 공격받을 예정이었다. 1월 21일 00시 30분, 861고지는 약 300명의 PAVN 병력에 의해 공격받았지만, 해병대는 준비되어 있었다. PAVN 보병은 포병 사격에도 불구하고 방어선 외곽을 뚫고 들어왔으며, 치열한 근접 전투 끝에 겨우 격퇴되었다.:258–259
주 기지는 격렬한 박격포 및 로켓 공격을 받았다. 수백 발의 박격포탄과 122mm 로켓탄이 기지에 쏟아져 들어와 지상 구조물 대부분을 파괴했다. 첫 적 포탄 중 하나가 주 탄약고에서 폭발을 일으켰다. 탄약고에 저장된 많은 포탄과 박격포탄이 공중으로 날아올라 기지 내부에 충격을 가하며 폭발했다. 곧이어 또 다른 포탄이 최루제 저장고를 강타하여 전체 지역을 최루가스로 뒤덮었다.:44 1월 21일 전투와 포격으로 인해 해병대 14명이 사망하고 43명이 부상당했다.:261 포격이 멈춘 지 몇 시간 후에도 기지는 여전히 위험에 처해 있었다. 약 10시경, 화재로 인해 대량의 폭발물이 발화하여 기지는 또 다른 일련의 폭발로 흔들렸다.:260
KSCB에 대한 포격과 동시에, 흐엉화 지구의 중심지인 케산 마을에 대한 공격이 시작되었다. 기지 남쪽 3km에 위치한 이 마을은 160명의 현지 브루족 병력과 15명의 미국 고문관에 의해 방어되고 있었다. 1월 21일 새벽, 약 300명의 PAVN 대대에게 공격받았다. D중대, 1/26 해병대 소속 소대가 기지에서 파견되었으나, 우세한 PAVN 병력에 직면하여 철수했다. ARVN 제256 지방군(RF) 중대에서 파견된 증원군은 282강습헬기중대 소속 UH-1 헬리콥터 9대에 탑승하여 파견되었으나, PAVN이 점령한 버려진 프랑스 요새/이전 FOB-3 근처에 착륙하여 많은 RF 병력과 꽝찌성 부고문관인 조셉 세이모어 중령을 포함한 4명의 미국인을 살해하고 나머지 헬리콥터는 임무를 포기할 수밖에 없었다. 1월 22일 아침 로운즈는 마을에 남아있는 병력을 철수시키기로 결정했으며, 대부분의 미국인들은 헬리콥터로 철수하고 두 명의 고문관이 살아남은 현지 병력을 육로로 전투 기지로 이끌었다.:261–264
PAVN은 측면 위협을 제거하기 위해 라오스 9번 국도에 위치한 반 후이 산의 라오스 대대 BV-33을 공격했다. 이 대대는 1월 23일 밤 3개 PAVN 대대와 7개 전차의 지원을 받아 공격받았다. 라오스군은 압도당했고, 많은 수가 랑베이의 특수부대 진지로 도주했다. 반 후이 산 전투는 3주 후 랑베이 공격이 아니라 PAVN이 기갑 부대를 전투에 투입한 첫 사례였다.
PAVN 포병은 1월 21일 처음으로 주 기지에 포격을 가했다. 몇 발은 881고지에도 떨어졌다.:260–261 제304사단의 도착으로 KSCB는 1월 22일 제9해병연대 제1대대에 의해 추가 증원되었다. 5일 후, 제37 ARVN 레인저 대대의 형태로 마지막 증원군이 도착했는데, 이는 전술적 이유보다는 정치적 이유로 배치되었다.:269 해병대와 ARVN은 참호를 파고 다가오는 뗏 휴전(1월 29-31일 예정)이 약간의 휴식을 제공하기를 바랐다. 그러나 1월 29일 오후, 제3해병사단은 케산에 휴전이 취소되었음을 통보했다. 구정 대공세가 막 시작될 참이었다.:270

#### 존슨 대통령, 기지 사수 명령
케산에서의 전투는 너무나 격렬하여 합동참모본부와 MACV 사령관들은 해병대가 기지를 사수할 수 있을지 확신하지 못했다. 미국에서는 전투를 취재하는 언론이 1954년 프랑스에게 재앙적인 결과를 가져왔던 디엔비엔푸 전투와 비교했다. 그럼에도 불구하고 톰 존슨에 따르면, 존슨 대통령은 "케산이 '미국의 디엔비엔푸'가 되지 않도록 결심했다." 그는 그 결과 미군에게 어떤 희생을 치르더라도 케산을 사수하도록 명령했다. 그 결과 "괌, 오키나와, 태국에서 출격한 B-52 아크 라이트 공습은 케산 주변의 정글을 그루터기 밭으로 만들었으며," 케산은 1968년 3월 말 베트남에서 가장 중요한 뉴스 헤드라인이 되었다.

#### 나이아가라 작전
1월 동안, 최근 설치된 머슬 쇼얼스 작전(나중에 "이글루 화이트"로 개명)의 전자 센서들은 라오스 남동부에서 시험 및 평가를 받고 있었는데, 베트남 남서부 지역 맞은편의 호찌민 루트를 따라 PAVN의 활동이 활발해지자 경고를 발령했다. 이러한 활동의 성격과 KSCB에 대한 위협 때문에 웨스트모얼랜드는 케산 계곡 근처 PAVN 활동에 대한 집중적인 정보 수집 노력인 나이아가라 I 작전을 명령했다.

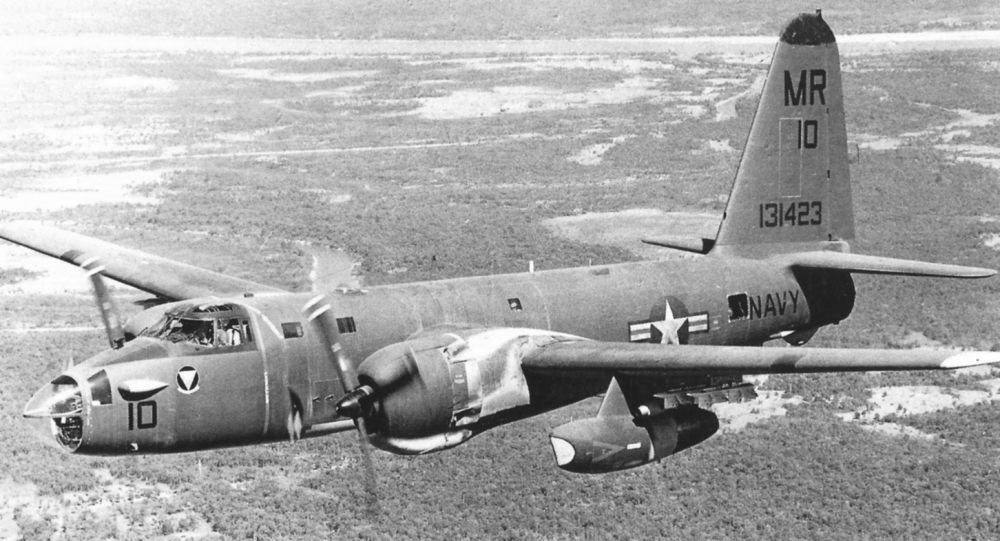
VO-67 소속 미 해군 OP-2E 넵튠. 머슬 쇼얼스 임무를 위해 특별히 개발된 해상 순찰 폭격기이자 대잠수함전 항공기의 변형.

나이아가라 I은 1월 셋째 주에 완료되었고, 다음 단계인 나이아가라 II는 21일에 시작되었다. 이는 PAVN의 첫 포격이 있었던 날이었다.:260–261 KSCB에 위치한 해병대 직접 항공 지원 센터(DASC)는 포병 사격과 항공 공격의 조율을 담당했다. C-130 항공기에 탑재된 공중 전장 지휘 통제 센터는 들어오는 공격 항공기를 전방항공통제(FAC) 정찰기로 지시했으며, FAC 정찰기는 자체적으로 발견하거나 지상 부대에서 무전으로 요청한 목표물로 항공기를 유도했다.:93–94} 날씨 조건으로 인해 FAC 유도 공격이 불가능할 경우, 폭격기는 KSCB의 해병대 AN/TPQ-10 레이더 시설 또는 공군 전투 스카이스팟 MSQ-77 기지에 의해 목표물로 유도되었다.
그리하여 존 모로코가 "전쟁 역사상 가장 집중적인 공중 화력 적용"이라고 묘사한 것이 시작되었다.:52 하루 평균 350대의 전술 전투폭격기, 60대의 B-52, 그리고 30대의 경관측 또는 정찰기가 기지 근처 상공에서 활동했다.:178 웨스트모얼랜드는 이미 해병대 방어를 돕기 위해 초기 이글루 화이트 작전을 명령했었다. 1월 22일, 첫 센서 투하가 이루어졌고, 월말까지 44개의 줄에 316개의 음향 및 지진 센서가 투하되었다.:301 이 센서들은 특별 해군 비행대대인 관측 비행대대 67 (VO-67)에 의해 설치되었다. KSCB의 해병대는 화력 지원 조정 센터에서 이용 가능한 정보의 40%를 센서 덕분으로 돌렸다.
전투가 끝날 무렵, 미 공군 자산은 9,691회의 전술 출격을 하고 케산 지역 내 목표물에 14,223톤의 폭탄을 투하했다. 해병대 항공대원은 7,098회의 임무를 수행하고 17,015톤의 폭탄을 투하했다. 해군 항공대원들은 롤링 썬더 작전에서 북베트남에 대한 공격에서 많은 수가 전환되어 5,337회의 출격을 하고 이 지역에 7,941톤의 군수품을 투하했다.:297 웨스트모얼랜드는 나중에 "워싱턴은 그것에 대한 어떤 소식이 언론에 알려질까 너무나 두려워 나에게 중단하라고 명령했다. 아이러니하게도 그 결과가 무엇일지 답하며: 정치적 재앙."이라고 썼다.:252

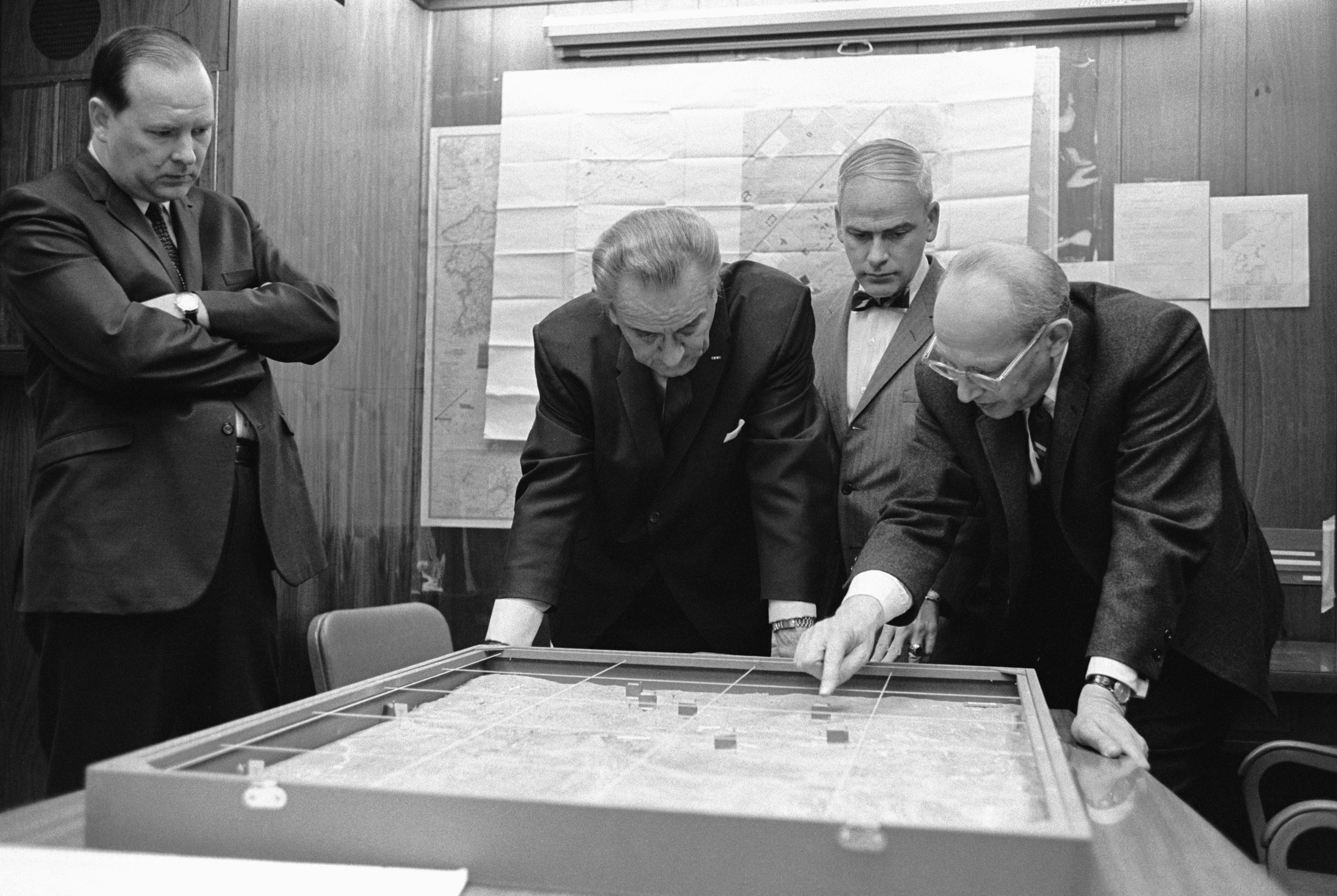
월트 W. 로스토우 국가안보보좌관이 린든 B. 존슨 대통령에게 케산 지역 모형을 보여주고 있다, 1968년 2월 15일

한편, 푸 바이 전투기지, 사이공, 펜타곤 본부에서는 동남아시아의 전체 미군 노력을 지원하는 항공 자산의 통제권을 누가 가져야 하는지에 대한 군내 정치적 싸움이 벌어졌다.:487–515 웨스트모얼랜드는 그의 공군 작전 부사령관인 윌리엄 W. 모미어 공군 장군에게 KSCB를 지원하기 위한 작전 중 모든 항공 자산을 조정하는 책임을 부여했다. 이는 해병대에게 문제를 야기했다. 해병대는 자체 항공 비행대대를 보유하고 있었고, 이들은 자체 근접 항공 지원 교리에 따라 운용되었다. 해병대는 항공기에 대한 권한을 공군 장군에게 넘기는 것을 극히 꺼렸다.:295–297 당시 동남아시아에 시행되던 지휘 통제 체계는 단일 항공 관리자 개념을 기반으로 하는 공군 교리에 반했다. 하나의 본부가 모든 항공 자산을 할당하고 조정하며, 가장 필요하다고 판단되는 곳에 분배하고, 상황에 따라 이동시킬 것이었다. 항공기와 교리가 작전에 필수적인 해병대는 그러한 중앙 집중식 통제 하에 있지 않았다. 1월 18일, 웨스트모얼랜드는 공군 통제를 위한 자신의 요청을 하와이 호놀룰루의 CINCPAC에 상급 지휘 계통으로 전달했다.
웨스트모얼랜드, 해병대 사령관 레너드 F. 채프먼 주니어, 육군 참모총장 해럴드 K. 존슨 간에 격렬한 논쟁이 벌어졌다. 존슨은 육군의 항공 자산을 공군의 전용으로부터 보호하는 것에 대한 우려 때문에 해병대의 입장을 지지했다.:223 웨스트모얼랜드는 전술적 상황에 너무 집착하여 자신의 요구가 충족되지 않으면 사임하겠다고 위협했다.:295 그 결과, 3월 7일, 베트남 전쟁 중 처음으로 항공 작전이 단일 지휘관의 통제 하에 놓였다. 웨스트모얼랜드는 몇 달 동안 전체 구정 대공세가 기만 작전이었다고 주장했으며, 유명하게도 사이공 시내 공격을 포함하여 북베트남의 진정한 목표는 케산이었다고 집요하게 주장했다.

#### 랑베이의 함락
구정 대공세는 1월 30일 일부 지역에서 조기 시작되었다. 다음 날 밤, 케산을 제외한 남베트남 전역에 PAVN/VC의 대규모 공격이 휩쓸었다. 분쟁 중 가장 큰 적의 공세가 시작되었지만 웨스트모얼랜드의 초점은 케산에서 벗어나지 않았다. 다음 날(그러나 발행되지 않은) 구정 대공세 절정기에 작성된 보도 자료는 그가 주의를 산만하게 할 의사가 없었음을 보여주었다. "적은 문제를 혼란시키려 시도하고 있다... 나는 그가 모든 사람의 주의를 가장 큰 위협 지역인 제1군단 북부에서 멀어지게 하려고 한다고 의심한다. 아무도 혼란스러워하지 않도록 주의하자.":286: 152
랑베이에 주둔한 특수부대 분견대 A-101과 그들의 4개 브루 CIDG 중대에 대한 전투는 지금까지 많은 활동(정찰 제외)이 없었다. 그러나 2월 6일 아침, PAVN은 랑베이 진지에 박격포를 발사하여 진지 방어군 8명이 부상당했다. 18시 10분, PAVN은 아침 박격포 공격에 이어 152mm 곡사포로 포격하여 진지에 60발을 발사했다. 이 포격으로 2명의 진지 방어군이 추가로 부상당했으며 2개의 벙커가 손상되었다.
2월 7일 이른 아침, 상황은 급진적으로 변했다. 미국은 BV-33 진영에서 온 라오스 난민들로부터 이 지역에 PAVN 기갑 부대가 있다는 경고를 받았다. SOG 정찰팀도 코록 산 주변 지역에서 전차 트랙을 발견했다고 보고했다. PAVN이 2개 기갑 연대를 보유하고 있는 것으로 알려져 있었지만, 아직 남베트남에 기갑 부대를 배치하지 않았으며, 게다가 미국은 공중 정찰에 발각되지 않고는 케산까지 기갑 부대를 이동시키는 것이 불가능하다고 생각했다.:319–320
랑베이의 특수부대 병사들에게 12대의 전차가 그들의 진지를 공격했을 때 여전히 충격이었다. 203기갑연대의 소련제 PT-76 수륙양용 전차들이 방어선을 뚫고 돌진했으며, 304사단 소속 제66연대 제7대대와 제24연대 제4대대의 보병 공격이 뒤를 이었다. 지상군은 공격을 위해 특별히 폭파용 전하, 최루제, 화염방사기로 무장하고 있었다. 진지의 주 방어선은 단 13분 만에 돌파되었지만, 전투는 몇 시간 동안 계속되었고, 그 동안 특수부대원들과 브루 CIDG는 최소 5대의 전차를 격파했다.: 329
케산의 해병대는 그러한 비상사태에 대비하여 지상 구호 부대를 제공할 계획을 가지고 있었지만, 로운즈는 PAVN 매복을 우려하여 이를 실행하기를 거부했다. 로운즈는 또한 생존자들의 헬리콥터 구출 제안도 거부했다.:276 다음 날 아침 7시에 다낭에서 열린 회의에서 웨스트모얼랜드와 커시먼은 로운즈의 결정을 받아들였다. 케산에서 막 날아온 제5특수부대 그룹 사령관 조나단 래드 육군 중령은 "해병대가, 그들이 아무도 뒤에 남기지 않는 것을 자랑스럽게 여기는 해병대가 모든 그린베레를 포기하고 랑베이의 함락을 단순히 무시할 의사가 있다는 사실에 경악했다"고 보도되었다.:276

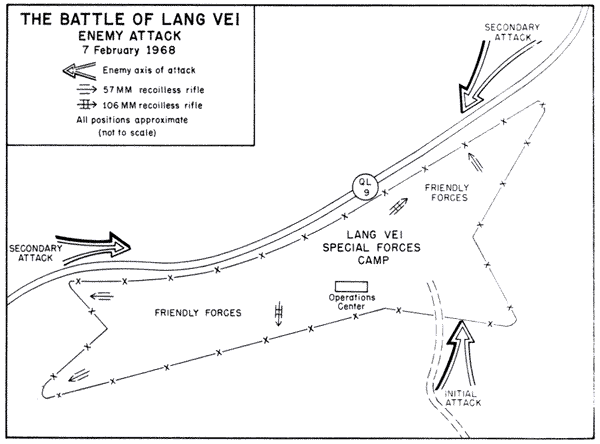
랑베이 공격

래드와 SOG 진영의 사령관(그의 부대원들과 진영은 KSCB 방어에 편입되었다)은 해병대가 헬리콥터를 제공한다면 SOG 정찰 대원들이 직접 생존자들을 데리러 갈 것이라고 제안했다.:332–333 해병대는 웨스트모얼랜드가 커시먼에게 구조 작전을 허용하라는 명령을 내릴 때까지 계속해서 반대했다.:333 구호 활동은 15:00까지 시작되지 않았고, 성공적이었다. 랑베이의 500명의 CIDG 병력 중 200명이 사망 또는 실종되었고 75명이 부상당했다. 진영의 24명의 미국인 중 10명이 사망하고 11명이 부상당했다.:47
랑베이 생존자들, 그들의 가족, 그 지역의 민간인 난민들, 그리고 반 후이 산 진영의 라오스 생존자들이 KSCB의 문에 도착했을 때 로운즈는 특수부대원들을 더욱 분노하게 만들었다. 로운즈는 PAVN 침투자들이 6,000명 이상의 군중 속에 섞여 있을 것을 두려워했고, 그들을 부양할 충분한 자원이 부족했다. 밤새도록 그들은 방어선에서 약간 떨어진 임시 위치로 옮겨졌고, 그곳에서 일부 라오스인들은 결국 대피했지만, 대부분은 9번 국도를 따라 라오스로 다시 걸어갔다.:276–277
라오스 군대는 결국 본국으로 송환되었지만, 라오스 지역 사령관은 그의 군대가 "남베트남을 그들의 행동 때문에 적으로 간주해야 한다"고 언급하기 전까지는 아니었다.:338 브루족은 ARVN 제1군단 사령관의 명령에 의해 고지대에서 대피가 금지되었는데, 그는 브루족이 저지대로 이동하는 것을 허용하지 않았다.:340 현장에 돌아온 래드는 해병대가 "그들의 빌어먹을 진영에 어떤 놈들도 믿을 수 없다"고 말했다고 보고했다.:277 특수부대원들과 해병대 사이에는 불신의 역사가 있었고, 제3해병사단 사령관인 래스본 M. 톰킨스 장군은 특수부대원들을 "흥분한... 불쌍한 놈들... [그들은] 자기 멋대로였다"고 묘사했다.:76 1월 말, 톰킨스는 해병대 순찰대가 전투 기지에서 500m 이상 벗어나지 않도록 명령했다. :269 그럼에도 불구하고 SOG 정찰팀은 계속 순찰하여 전투 지역에서 유일하게 인간 정보를 제공했다. 그러나 이것이 방어선 내의 해병대 전차가 SOG 진영에 총구를 겨누는 것을 막지는 못했다.:277

#### 병참 및 지원 사격
로운즈는 KSCB의 병참 요구량이 1월 중순에 하루 60톤이었으며, 5개 대대 모두 배치되었을 때 하루 185톤으로 증가했다고 추정했다.:90 기지 보급에 가장 큰 걸림돌은 9번 국도 폐쇄와 겨울 몬순 날씨였다. 대부분의 전투 기간 동안 낮은 구름과 안개가 이른 아침부터 정오까지 이 지역을 뒤덮었으며, 시야 불량으로 인해 공중 보급이 심각하게 방해받았다.:72

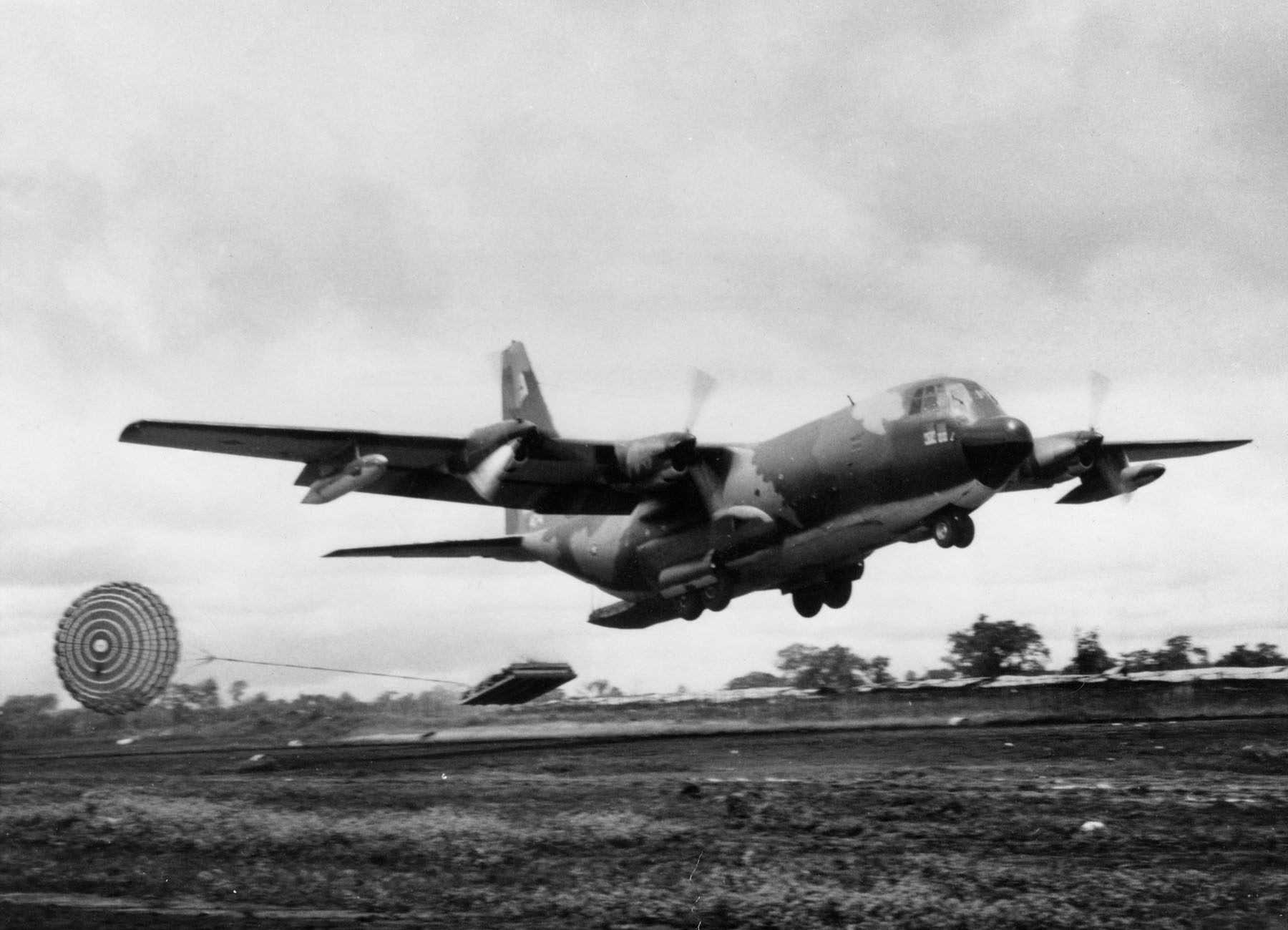
LAPES로 보급품을 전달하는 C-130

방어군에게 상황을 더 어렵게 만든 것은 날씨를 뚫고 착륙하려는 항공기가 착륙 시 PAVN 대공포화의 표적이 되었다는 점이었다. 항공기가 착륙하자마자 PAVN 포병 또는 박격포병의 표적이 되었다. 그런 다음 항공 승무원은 이륙 시 대공포화에 대처해야 했다. 그 결과, 모든 보급품의 65%는 C-130 항공기를 통해 낙하산으로 전달되었으며, 대부분은 해병대 항공 승무원보다 공중 투하 전술에 훨씬 더 많은 경험이 있는 미 공군에 의해 수행되었다.:49 케산에서 사용된 가장 극적인 보급 시스템은 저고도 낙하산 추출 시스템이었는데, 이 시스템에서는 저고도 수송기의 화물칸에서 부착된 낙하산을 통해 팔레트화된 보급품이 끌어내려졌다. 팔레트는 활주로에서 멈췄고, 항공기는 실제로 착륙할 필요가 없었다. 미 공군은 케산에 14,356톤의 보급품을 공중으로 전달했다(낙하산 투하로 8,120톤). 제1해병항공단 기록에 따르면 이 부대는 KSCB에 4,661톤의 화물을 전달했다.:79

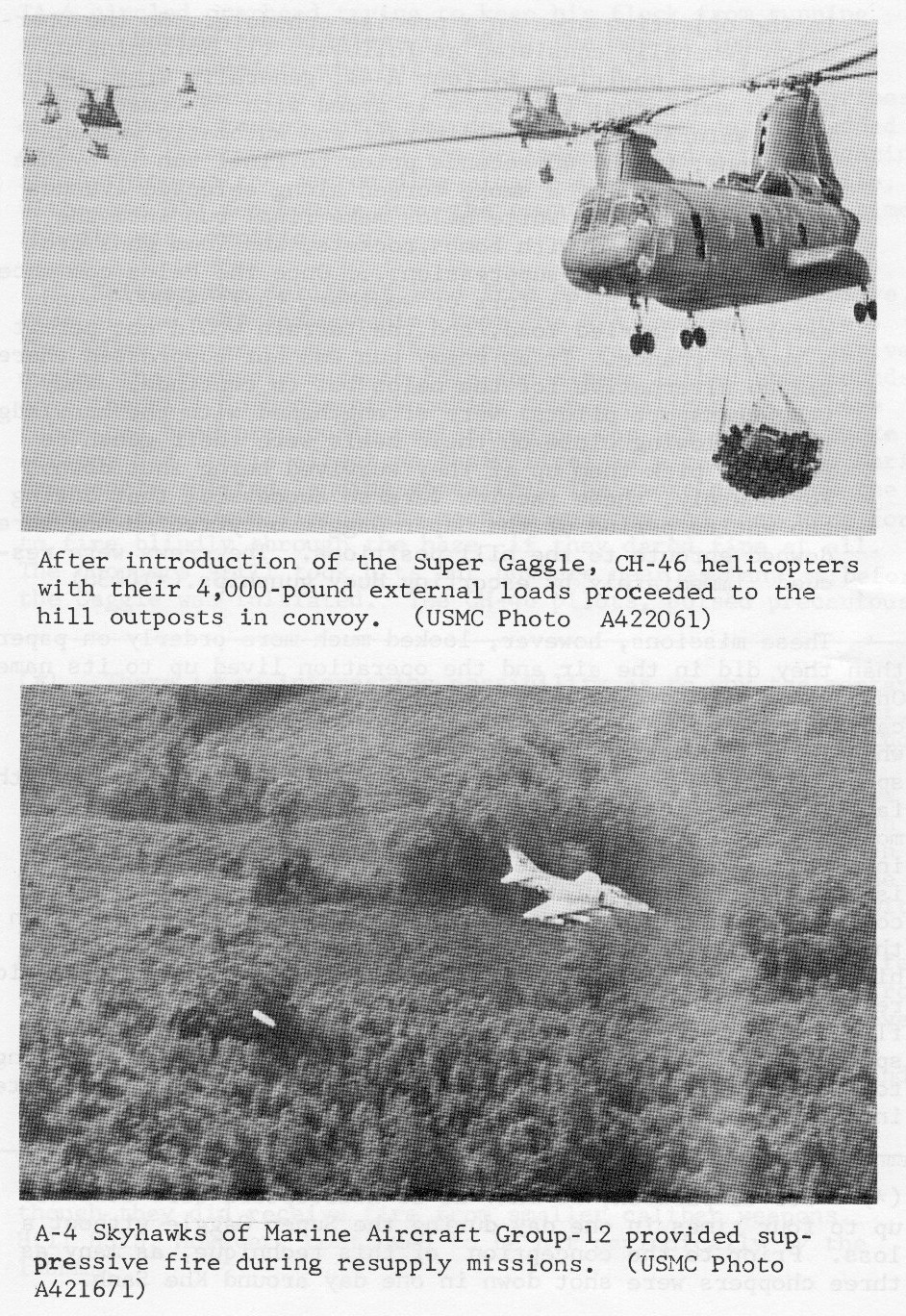
슈퍼 개글: CH-46 시나이트 헬리콥터에 슬링 로드(위)가 실려 있고 A-4 스카이호크가 제압 사격을 제공했다.

수많은 고립된 고지대 전초기지의 재보급은 동일한 어려움과 위험으로 가득했다. PAVN 대공 부대의 사격은 시도하는 헬리콥터에 큰 피해를 입혔다. 해병대는 "슈퍼 개글" 개념에서 문제에 대한 해결책을 찾았다. 12대의 A-4 스카이호크 전투폭격기 그룹이 12-16대의 헬리콥터 대량 비행에 대한 대공포 억제 사격을 제공하여 고지대에 동시에 재보급했다. 2월 말에 이 개념을 채택한 것이 재보급 노력의 전환점이었다. 채택 후, 해병대 헬리콥터는 2월 동안 465톤의 보급품을 수송했다. 3월에 날씨가 개면서, 그 양은 하루 40톤으로 증가했다.:89
더 많은 보병 부대가 KSCB 방어에 배정됨에 따라 포병 증원도 그에 맞춰 진행되었다. 1월 초까지 방어군이 의지할 수 있는 화력 지원은 다양한 구경의 포병 46문, 90mm 포로 무장한 전차 5대, 그리고 단일 또는 온토스 장착 106mm 무반동총 92문이었다.:33 기지는 또한 케산 동쪽에 위치한 캠프 캐롤의 미 육군 175mm 포의 화력 지원에도 의지할 수 있었다. 전투 내내 해병 포병대원들은 158,891발의 혼합 포탄을 발사했다.:107 또한, 미 공군, 미 해군, 해병대 항공기들이 4월 중순까지 케산 주변 지역에 10만 톤 이상의 폭탄을 투하했다. 이는 하루 평균 약 1,300톤의 폭탄이 투하된 것으로, 케산 전투에 처음 투입된 PAVN 병력 20,000명 중 한 명당 5톤에 해당한다. PAVN 포병 사격에 대한 해병대 분석에 따르면, PAVN 포병들이 전투 중 해병대 진지에 10,908발의 포병, 박격포탄, 로켓을 발사한 것으로 추정되었다.:283
케산 외부의 군사령부와의 통신은 다낭의 제37통신여단 소속 제337통신중대 제544통신분견대 미 육군 통신대 팀에 의해 유지되었다. 최신 마이크로파/트로포산란 기술 덕분에 그들은 항상 통신을 유지할 수 있었다. 이 기지는 제513통신분견대가 주둔한 후에의 다른 마이크로파/트로포 기지와 연결되었다. 후에 기지에서 통신 신호는 다낭 본부로 전송되어 전 세계 어디로든 보낼 수 있었다. 마이크로파/트로포 기지는 활주로 옆 지하 벙커에 위치했다.

#### 기지 구호 전 공격
랑베이 함락의 밤, PAVN 101D 연대의 세 개 중대가 1/9 해병대 A중대 1소대 66명이 지키던 전투 기지 서쪽 전초기지인 알파-1을 공격하기 위해 출격 위치로 이동했다. 2월 8일 04시 15분, 안개와 박격포 포격의 엄호 아래 PAVN은 방어선을 뚫고 대부분의 진지를 압도하며 남은 30명의 방어군을 방어선의 남서쪽 부분으로 밀어붙였다. 알 수 없는 이유로 PAVN 병력은 우위를 차지하고 주머니를 제거하지 않고 대신 해병대에게 끊임없이 수류탄을 던졌다.:277 07시 40분, 주 기지에서 A중대 2소대 구호 부대가 출격하여 PAVN을 뚫고 지나가면서 지원 전차 및 포병 사격 안으로 밀어넣었다.:348 11시까지 전투는 끝났고, A중대는 24명 사망, 27명 부상당했으며, PAVN 시신 150구가 진지 주변에서 발견된 후 진지는 포기되었다.:278

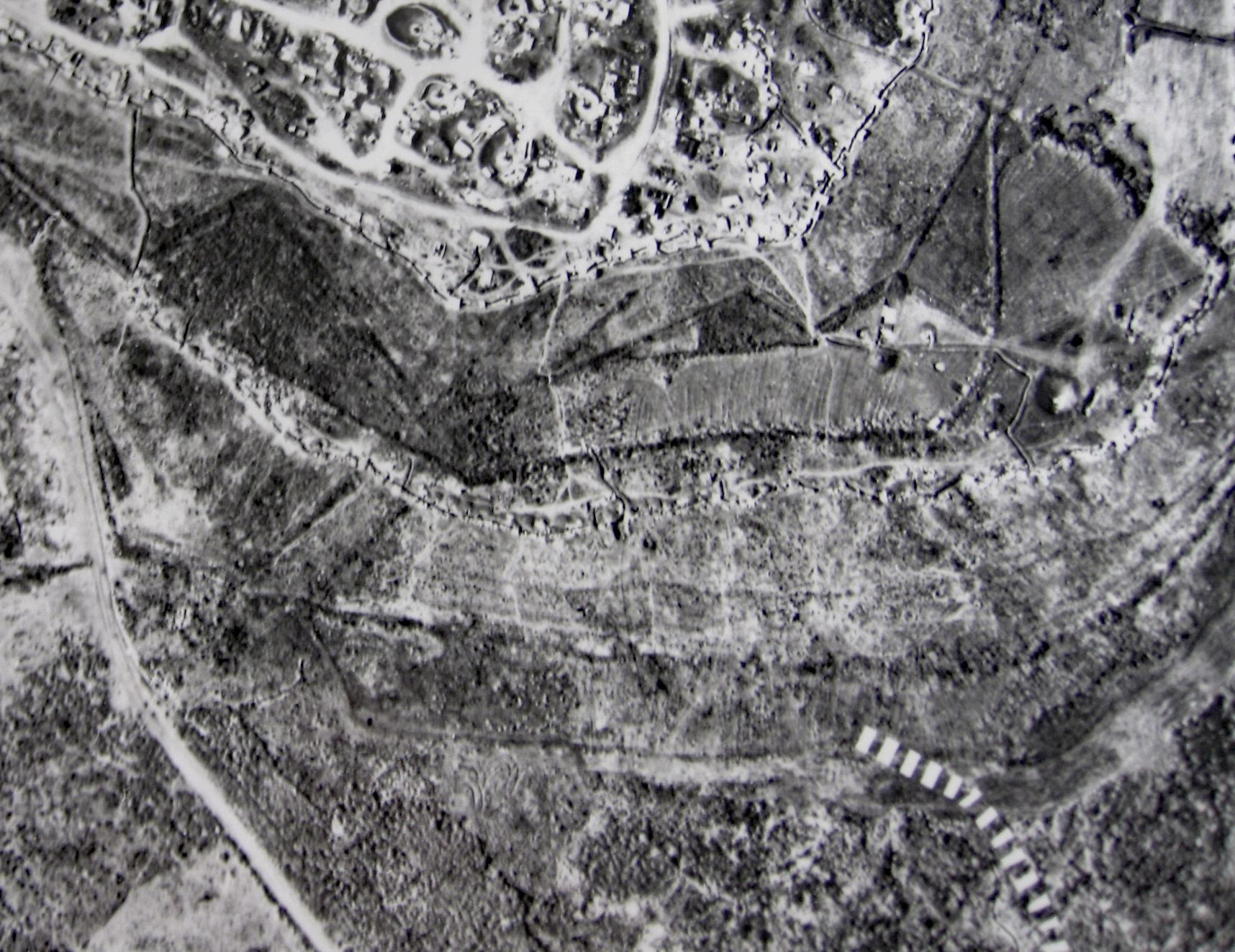
케산 주변, 1968년 2월 28일: 흰 점선은 케산 남쪽 외곽을 따라 제37 ARVN 레인저에서 불과 200m 떨어진 PAVN 참호를 나타낸다.

2월 23일, KSCB는 전투 전체에서 최악의 포격을 받았다. 8시간 동안 기지는 1,307발의 포탄에 흔들렸는데, 대부분은 라오스에 위치한 130mm (전장에서 처음 사용됨) 및 152mm 포병에서 발사된 것이었다.:279 포격으로 인한 사상자는 사망자 10명과 부상자 51명이었다. 이틀 후, 미군은 기지 외곽 25m 이내까지 이어지는 PAVN 참호를 발견했다.:279–280 이들 대부분은 외곽의 남동쪽 모서리 주변에 있었으며, 2월 말부터 3월까지 개발될 시스템의 일부를 형성하여 공격을 개시하는 데 사용될 준비가 되었고, 병력이 외곽에 가까운 출발 지점으로 전진할 수 있도록 엄폐를 제공했다. 이러한 전술은 1954년 디엔비엔푸 전투에서 프랑스군에 대항하여 사용된 전술, 특히 참호 전술과 포병 배치와 유사했으며, 이러한 인식은 미군 계획자들이 표적 선정 결정에 도움을 주었다.:111
그럼에도 불구하고, 참호가 발견된 같은 날인 2월 25일, 제1대대, 제26해병연대 브라보 중대 제3소대는 PAVN 병력의 강도를 시험하기 위해 기지 외곽에서 짧은 순찰 중 매복 공격을 받았다. 해병대는 세 명의 적 정찰병을 추격했고, 그들은 해병대를 매복 공격으로 유인했다. 소대는 6명의 해병대원 사망, 24명 실종, 1명 포로라는 피해를 입은 3시간 전투 후 철수했다.:279–280

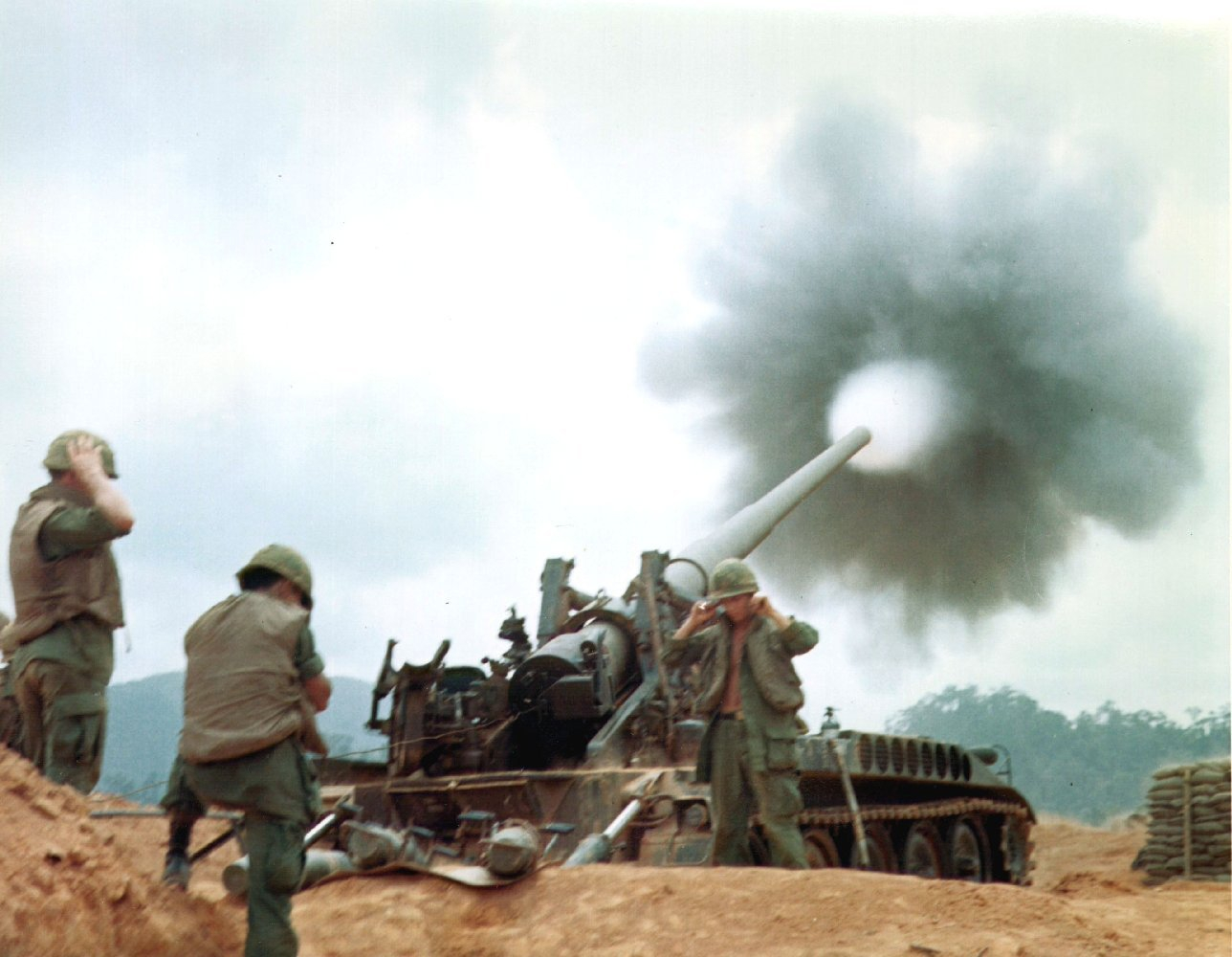
캠프 캐롤의 육군 175mm M107이 지상군에 화력 지원을 제공한다.

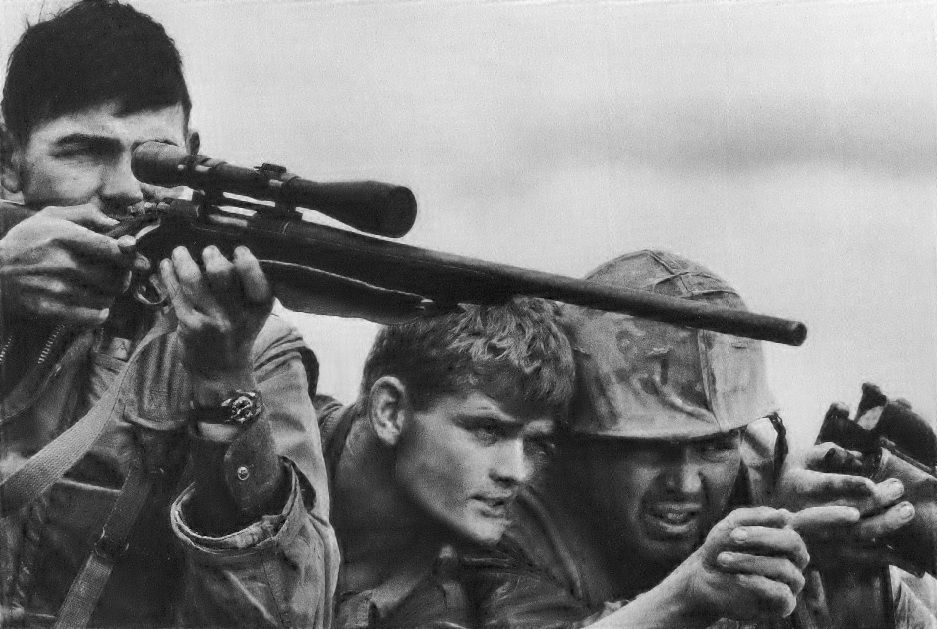
케산 계곡에서 표적을 찾는 해병대 저격팀.

2월 말, 지상 센서는 제304사단 제66연대가 동쪽 방어선에 있는 제37ARVN 레인저 대대 진지를 공격할 준비를 하고 있음을 감지했다.:281 2월 28일 밤, 전투 기지는 PAVN 집결 지역과 진격로에 포병과 공습을 퍼부었다. 21시 30분, 공격이 시작되었으나, 레인저스의 소형 무기와 수천 발의 포병 포탄 및 공습의 지원으로 저지되었다. 다음 날 아침 두 차례의 추가 공격도 PAVN이 마침내 철수하기 전에 중단되었다. 그러나 PAVN은 ARVN 병력을 통해 끝나지 않았다. 3월 동안 그들의 구역에 대해 5번의 추가 공격이 시작되었다.:281
3월 중순까지 해병대 정보기관은 케산 지역에서 PAVN 부대의 대규모 이탈을 감지하기 시작했다.:281 325C 사단 본부가 가장 먼저 떠났고, 이어 95C 및 101D 연대가 모두 서쪽으로 재배치되었다. 동시에 304사단은 남서쪽으로 철수했다. 그러나 이것이 전투가 끝났다는 의미는 아니었다. 3월 22일, 1,000발 이상의 북베트남 포탄이 기지에 떨어졌고, 다시 한번 탄약고가 폭발했다.:282
3월 30일, 제26해병대 브라보 중대는 2월 25일에 많은 전우들을 잃었던 매복 지역을 향해 공격을 시작했다. 9개 포병대대의 연속 포격에 이어 해병대 공격은 PAVN 참호선 두 개를 뚫고 진격했지만, 해병대는 매복 공격을 당한 순찰대원들의 유해를 찾지 못했다. 해병대는 PAVN 115명 사살을 주장했고, 해병대 자체 사상자는 사망자 10명, 부상자 100명, 실종자 2명이었다.:282–283 다음 날 08시 00분, 스코틀랜드 작전이 공식적으로 종료되었다. 케산 지역의 작전 통제권은 페가수스 작전 기간 동안 미 육군 제1기병사단에 넘겨졌다.:283
1967년 11월 1일 시작된 스코틀랜드 작전의 연합군 총 사상자는 사망자 205명, 부상자 1,668명, 실종 및 사망 추정 25명이었다.:131 이 수치에는 랑베이의 특수부대 사상자, 이 지역에서 전사하거나 실종된 항공 승무원, 항공기를 타고 기지에 진입하거나 퇴각하던 중 전사하거나 부상당한 해병대 교체 병력은 포함되지 않는다. PAVN 사상자에 관해서는 1,602구의 시신이 확인되었고, 7명이 포로로 잡혔으며, 2명의 병사가 작전 중 연합군으로 망명했다. 미국 정보기관은 작전 중 10,000명에서 15,000명 사이의 PAVN 병력이 사망한 것으로 추정했으며, 이는 공격 병력 17,200명의 최대 90%에 해당한다.:283:131 PAVN은 전사자 2,500명을 인정했다.:55 또한 3월 중순 이전에 부상자 1,436명이 발생했으며, 이 중 484명이 부대로 복귀했고, 396명은 북쪽의 병원으로 호찌민 루트를 통해 이송되었다고 보고했다.

#### 존슨 대통령, 어떤 대가를 치르더라도 기지를 사수하라고 명령
케산에서의 전투는 너무나 격렬하여 합동참모본부와 MACV 사령관들은 해병대가 기지를 사수할 수 있을지 확신하지 못했다. 미국에서는 전투를 취재하는 언론이 1954년 프랑스에게 재앙적인 결과를 가져왔던 디엔비엔푸 전투와 비교했다. 그럼에도 불구하고 톰 존슨에 따르면, 존슨 대통령은 "케산이 '미국의 디엔비엔푸'가 되지 않도록 결심했다." 그는 그 결과 미군에게 어떤 희생을 치르더라도 케산을 사수하도록 명령했다. 그 결과 "괌, 오키나와, 태국에서 출격한 B-52 아크 라이트 공습은 케산 주변의 정글을 그루터기 밭으로 만들었으며," 케산은 1968년 3월 말 베트남에서 가장 중요한 뉴스 헤드라인이 되었다.

### 케산 구원

#### 페가수스 작전 (1968년 4월 1일 – 14일)
케산의 육상 구호 계획은 1968년 1월 25일 웨스트모얼랜드가 제1기병사단 사령관인 존 J. 톨슨 장군에게 비상 계획을 준비하도록 명령하면서 일찍이 시작되었다. 동쪽에서 유일하게 실용적인 육상 경로인 9번 국도는 보수 상태가 좋지 않고 PAVN 병력이 주둔하고 있어 통행이 불가능했다. 톨슨은 구정 대공세 이후 최선의 조치는 그의 사단을 아샤우 계곡 공격에 사용하는 것이라고 믿었기 때문에 이 임무에 만족하지 않았다. 웨스트모얼랜드는 케산이 구호된 후 라오스에서 적 병력을 "뜨겁게 추격"하는 출발점으로 사용될 계획을 세웠다.:418–420
3월 2일, 톨슨은 페가수스 작전으로 알려지게 된 작전 계획을 발표했다. 이 작전은 III MAF가 현재까지 수행한 작전 중 가장 큰 규모였다. 제1해병연대 제2대대(2/1 해병대)와 2/3 해병대는 카 루 전투기지(케산 동쪽 16km)에서 지상 공격을 개시하여 9번 국도를 따라 서쪽으로 향하고, 제1기병사단의 제1, 2, 3여단은 9번 국도를 따라 주요 지형을 공중 강습하여 화력 지원 기지를 구축하고 해병대 진격을 엄호할 예정이었다. 이 진격은 102문의 포병 지원을 받을 예정이었다.:428 해병대는 진격하면서 도로를 보수할 제11공병대대와 함께할 예정이었다. 나중에 1/1 해병대와 제3ARVN 공수 태스크포스(제3, 6, 8공수대대)가 작전에 합류할 예정이었다.:419

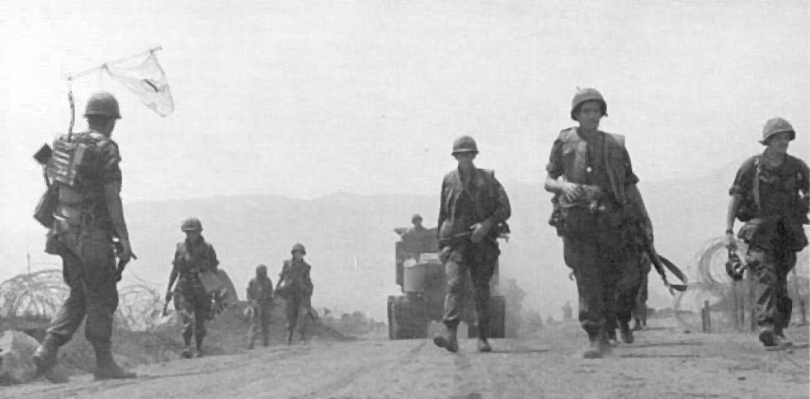
페가수스 작전 중 케산 전투 기지로 향하는 제1기병사단 병사들

웨스트모얼랜드가 계획한 구원 작전은 해병대를 격분시켰다. 해병대는 애초에 케산을 지키고 싶어 하지 않았고, 잘 방어하지 못했다고 혹독한 비난을 받았었다.:108 해병대는 케산이 재보급이나 증원에서 단절된 적이 없었으므로 기술적으로 포위된 적이 없다고 끊임없이 주장했다. 커시먼은 "외부 병력에 의한 구원 또는 포위 해제라는 암시"에 경악했다.
어쨌든 4월 1일, 페가수스 작전이 시작되었다.:284 북베트남의 저항은 미미했고, 진격을 방해하는 주요 문제는 계속되는 아침 구름이 헬리콥터 작전 속도를 늦췄다는 점이었다.
4월 4일, 1/9 해병대는 471고지를 향해 출격했다. 전투 기지 서쪽의 채석장에서 B중대가 방어선을 보호하는 동안 대대는 02:30에 출발선으로 이동하여 73일 동안 방어했던 진지를 마침내 떠났다. 06:00, 해병대는 안개에 휩싸인 찌 리엔 능선을 따라 남동쪽으로 2km 떨어진 471고지를 향해 공격했다. 길고 긴 포병 및 공중 준비 사격 후, A중대는 15:00에 고지를 강습했다. 8대대 66연대의 증원된 소대였던 방어군은 격렬하게 저항했지만, A중대는 곧 그들을 압도하고 16:00에 고지를 확보했다. 이 공격으로 대대는 10명 사망, 56명 부상을 입었다. PAVN은 목표물에 16구의 시신을 남겼다. 해병대가 고지를 점령한 직후, PAVN 로켓포 사격이 시작되었고 자정까지 192발이 떨어졌다. 04:30, 66연대 두 개 중대가 고지 동쪽 절반에 있는 C중대를 강습했다. 서쪽에 위치한 A중대는 고지 정점에 가려져 지원 사격을 할 수 없었다. PAVN 보병은 소총, 기관단총, RPG를 발사하며 경사면을 따라 몰려왔고, 중기관총은 C중대의 진지를 맹렬히 공격했다. PAVN은 해병대 전투 구멍에서 20미터 이내까지 진격했지만, C중대는 제1대대 13해병연대의 거의 1,000발의 포병 사격 지원을 받으며 버텼다. 06:30까지 PAVN 공격은 소진되었고 그들은 철수했다. 해병대원 1명 사망, 28명 부상이라는 대가를 치르고 1/9 해병대는 140명 이상의 북베트남군을 사살하고 5명의 포로를 잡았다.:285
4월 6일, 제26해병대 G중대는 케산 전투의 첫 장거리 순찰을 위해 이른 아침 558고지를 떠났다. 임무는 PAVN이 861고지에서 남동쪽으로 뻗어 있는 능선을 점령했는지 확인하는 것이었다. 정오 직전, 중대가 능선 정상에 도달했을 때 위장된 상호 지원 벙커에 숨어 있던 PAVN은 사격을 시작하여 근거리에서 여러 명의 해병대원들을 쓰러뜨렸다. 강력하고 정확한 적의 사격 속으로 전진할 수 없었던 G중대는 적 진지에 가장 가까운 쓰러진 병사들을 회수하려다가 추가 사상자를 입었다. 포병 및 항공 지원이 요청되었지만, 사용 가능한 항공기 수는 제한적이었고 포병은 다른 부대를 지원하는 항공기의 안전한 통과를 위해 자주 "사격 중지" 상태에 들어갔다. 이러한 화력 지원 조정 문제 때문에 해병대는 능선 꼭대기의 강력한 저항을 극복할 수 없었다. 6명의 해병대원이 실종되었으나 PAVN 방어선 내에서 사망한 것으로 추정되었고, G중대는 "밤 동안 방어 진지로 부대를 철수시키라는 연대 정책의 결과로" 해질녘 558고지로 철수하라는 명령을 받았다. 실종된 6명 외에 G중대는 4명 사망, 47명 부상을 입었고 PAVN 48명 사살을 주장했다.:285
또한 4월 6일, 제1/26해병대는 전투기지 남쪽으로 공격을 감행하여 2월 25일과 3월 30일 작전 중 실종된 B중대 대원 25명이 마지막으로 목격되었던 PAVN 벙커 단지를 향해 D중대를 파견했다. D중대는 미국인 21명의 유해를 수습했다. 제1해병대 서쪽 지역에서 9번 국도를 수색하던 제1기병사단 제3여단은 강력한 PAVN 저지 진지를 만나 하루 종일 전투를 벌였으며, PAVN이 83구의 시신을 남기고 도주하면서 전투가 종료되었다. 정오에 제1/9해병대원들은 제2/12기병대가 471고지에 착륙하여 방어 책임을 인수한 페가수스 작전에서 케산 방어군 중 처음으로 교대되었다. 제1/9해병대는 즉시 689고지 서쪽으로 공격을 감행했다. ARVN 제84중대, 제8공수대대는 헬리콥터로 기지에 착륙하여 ARVN 제37레인저대대와 연결되었다.:285
4월 7일, 제2/26해병대는 이전 날의 매복 공격 현장으로 두 개 중대와 함께 돌아와 PAVN을 능선에서 소탕하여 30명 이상을 사살하고 실종된 해병대원 6명의 시신을 수습했다. 제1/9해병대는 전날 오후 시작했던 서쪽 진격을 계속하여 552고지를 저항 없이 점령했다. 제1기병사단 제2여단은 3일간의 PAVN 대대와의 전투 끝에 케산 마을 근처의 옛 프랑스 요새를 점령했다.:285–286
구호 부대와 KSCB의 해병대 간의 연결은 4월 8일 08:00에 제7기병연대 제2대대가 커피 농장 도로를 따라 진영에 진입하면서 이루어졌다.:286 기지 서쪽에서 1/9 해병대는 11주 동안 채석장 진지를 지배했던 689고지로 진격했다. 꾸준하고 정확한 PAVN 박격포 사격으로 대대 진격 중 해병대 9명이 사망하고 27명이 부상당했다.:287
4월 9일, PAVN 포병은 기지를 공격하지 않았으며, 비행장이 모든 종류의 항공기에 개방되면서 공중 투하가 중단되었다. 제11공병대는 4월 11일 9번 국도가 통행 가능하다고 선언했다. 이날 톨슨은 그의 부대에 딜라웨어 작전, 즉 아샤우 계곡으로의 공중 강습을 즉시 준비하라고 명령했다.:287
PAVN 부대가 881고지 북쪽에 남아 있다는 순찰 보고가 계속되자, 제26해병연대의 새로운 지휘관인 브루스 E. 마이어스 대령은 제3/26해병대에게 이 고지를 정리하라고 명령했다. 이 고지는 거의 세 달 전 포위 공격의 시작을 알렸던 격렬한 전투의 현장이었고 "케산에 위협을 가하는 마지막 적 진지"였다. 881고지 북쪽 근처에 미군 병력이 마지막으로 있었던 1월 20일의 I중대 정찰과 달리, 부활절 일요일인 4월 14일에 계획된 공격은 전체 제3대대가 참여하도록 요구했다. 육군에 의한 주 기지 구원으로 인해 지난달 제3대대 지휘를 맡았던 존 C. 스터트 중령은 881고지 남쪽에 자신의 중대들을 통합했다. 스터트는 PAVN이 비운 "돼지고기 찹 힐"이라는 북쪽의 고지대를 포함하도록 작전 지역을 확장했다. 881고지 북쪽을 점령하라는 명령을 받자 스터트는 모든 화력 지원 메뉴를 준비했으며, 대대 소속 106mm 무반동총 8문을 모두 배치하여 공격을 지원했다. 주 기지와 카 루에 배치된 곡사포와 포 외에도 대대는 881S고지에 있는 105mm 곡사포 3문의 지원도 받았다. 13일 밤이 되자 대대는 공격을 준비했다. 자정 직후, 어둠을 틈타 4개 중대 모두 정찰견 팀 2개와 함께 이전에 순찰대가 확보한 경로를 따라 881고지 남쪽과 북쪽 사이에 위치한 "안부"의 공격 위치로 이동했다. 스터트는 H&S 중대와 함께 I중대 1개 소대를 881고지 남쪽에 남겨두었다. 그는 윌리엄 H. 댑니 대위를 해임하고 그에게 대대 임시 무기 중대와 881고지 남쪽 후방 보안 지휘를 맡겼다. 밤새도록 해병대 포병과 박격포탄이 881고지 북쪽에 쏟아져 PAVN의 벙커와 참호를 파괴했으며, 스터트의 해병대는 날이 밝아 최종 공격 명령을 기다렸다.:288
4월 14일 약 05시 30분, 포병의 최종 준비 사격에 바싹 뒤이어, 제3/26해병대는 3개 중대를 일렬로 배치하고 지휘 그룹과 1개 중대를 후방 예비대로 두어 공격했다. 그을린 나뭇가지와 거대한 폭탄 구덩이로 황량해진 풍경을 헤치고 나아간 대대는 언덕 남쪽 경사면의 PAVN 방어선을 무너뜨렸다. 마침내 881고지 북쪽 정상에 다다르자 대대는 대규모 포병 사격 임무를 요청했다. 2,000발 이상의 포병 사격이 목표물에 떨어진 후, K중대는 PAVN 방어선의 연기 나는 잔해를 뚫고 돌진하며 벙커와 참호의 잔해에서 방어군을 뿌리 뽑았다. 14시 28분, K중대는 언덕에 미국 국기를 게양했다. 대대는 사망자 6명, 부상자 21명의 피해를 입었다. 해병대는 제325사단 제29연대 제8대대에서 포로 2명을 잡았고 북베트남군 100명 이상을 사살했다. PAVN이 언덕에서 쫓겨나자 해병대는 881고지 남쪽으로 철수하기 시작했다.:289
4월 15일 08시 00분, 페가수스 작전은 공식적으로 종료되었다.:289 작전 중 미군 총 사상자는 사망 92명, 부상 667명, 실종 5명이었다. ARVN 병사도 33명 사망하고 187명 부상당했다. 적의 근접성과 높은 집중도, 대규모 B-52 폭격, 전술 공습, 그리고 대규모 포병 사용으로 인해 MACV는 PAVN 사상자를 10,000명에서 15,000명 사이로 추정했다.
로운즈와 제26해병대는 케산을 떠났고, 기지 방어는 제1해병연대에 맡겼다. 그는 5월 23일 자신의 연대 주임 상사와 함께 존슨 대통령 앞에 서서 제26해병대를 대표하여 대통령 부대 표창을 받으면서 케산 이야기의 마지막 모습을 보여주었다.:287–289

#### 스코틀랜드 작전 II
4월 15일, 제3해병사단은 KSCB의 책임을 다시 맡았고, 페가수스 작전은 종료되었으며, 스코틀랜드 작전 II가 시작되어 해병대는 주변 지역에서 PAVN을 수색했다.:289 스코틀랜드 작전 II는 1969년 2월 28일까지 계속되어 해병대 435명, PAVN 3304명 사망을 초래했다.
저자 피터 브러시는 "1968년 6월 말까지 스코틀랜드 작전 II 중 추가로 해병대 413명이 사망했다"고 자세히 설명했다. 그는 또한 그해 나머지 기간 동안 스코틀랜드 작전 II의 일환으로 72명이 더 사망했지만, 이 사망자는 케산 전투의 공식 미군 사상자 목록에는 포함되지 않는다고 진술했다. 전사한 미 공군 인력 25명도 포함되지 않는다.

#### 찰리 작전: 기지 철수

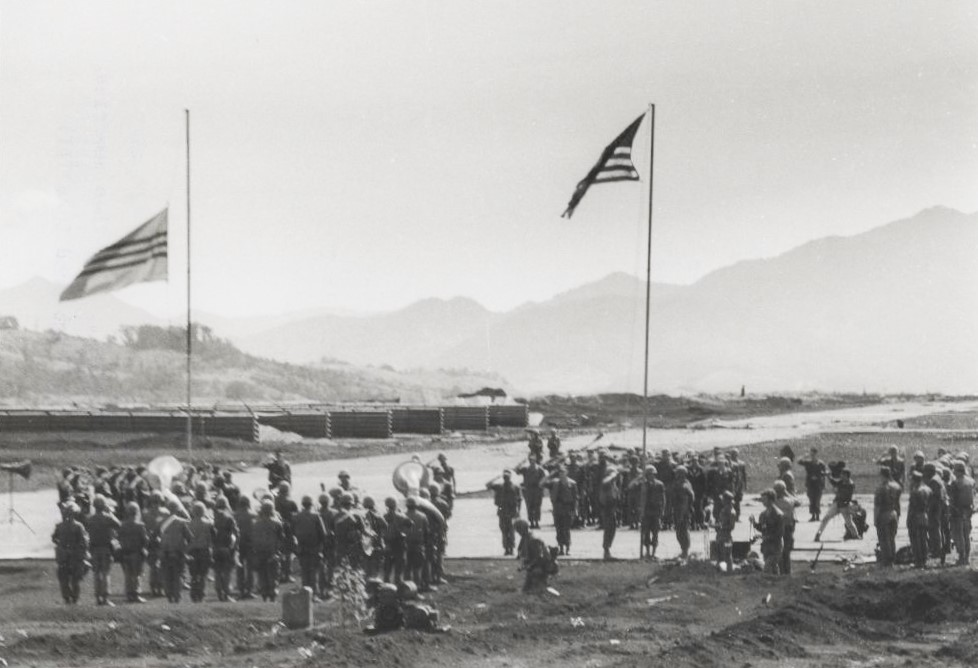
케산 전투 기지에서 열린 제3/4 해병대 추도식

케산 철수는 1968년 6월 19일 찰리 작전으로 시작되었다.:324 유용한 장비는 철수되거나 파괴되었고, 인원들은 대피했다. 7월 1일 PAVN 중대가 제한적인 공격을 감행하여 기지 남동쪽 3km 지점에 주둔하고 있던 제4해병연대 제3대대 소속 한 중대를 공격했다. 공격하는 PAVN군 사이에서 사상자가 많이 발생하여 200명 이상이 사망했고, 방어하던 해병대는 2명을 잃었다.:326 기지 공식 폐쇄는 7월 5일 전투 끝에 해병대 5명이 더 사망한 후 이루어졌다. 마지막 해병대원들이 어둠을 틈타 철수하는 것은 9번 국도를 따라 다리가 포격으로 손상되어 철수가 완료되기 전에 수리해야 했기 때문에 방해를 받았다.
기지 폐쇄 후, 소수의 해병대원들은 689고지 주변에 남아 소탕 작전을 수행했다. 추가적인 전투가 이어졌고, 해병대 11명, PAVN 병사 89명이 사망한 후 7월 11일 해병대는 마침내 이 지역에서 철수했다. 브러시에 따르면, 이는 "적의 압력으로 인해 미국이 주요 전투 기지를 포기한 유일한 사례"였으며, 그 결과 북베트남은 미군의 철수를 이용하고 철수가 자의적인 것이 아니라는 메시지를 홍보하기 위해 강력한 선전 캠페인을 시작했다.
PAVN은 1968년 6월 26일부터 철수하는 미군을 공격하여 철수를 지연시키고, 1,300명의 미국인을 사살하고 34대의 항공기를 격추한 후 7월 15일에 케산을 "해방"했다고 주장한다. PAVN은 전투 전체에서 17,000명의 적군(미국인 13,000명 포함)을 "제거"하고 항공기 480대를 파괴했다고 주장한다.
어쨌든 PAVN은 전략적으로 중요한 지역을 장악했으며, 통신선은 남베트남으로 더 깊숙이 확장되었다. KSCB 폐쇄 소식이 발표되자마자 미국 언론은 즉시 폐쇄의 근거에 대해 의문을 제기했다. 그들은 6개월 만에 무엇이 변했기에 미국 지휘관들이 7월에 케산을 포기할 의향이 있었는지 물었다. 사이공 사령부에서 제시된 설명은 "적이 전술을 바꾸고 병력을 줄였으며; PAVN이 새로운 침투 경로를 개척했고; 해병대가 이제 이동 작전을 수행할 충분한 병력과 헬리콥터를 보유했으며; 고정 기지는 더 이상 필요하지 않다"는 것이었다.:54
KSCB는 폐쇄되었지만, 해병대는 케산 고원 순찰을 계속했으며, 1968년 10월 5일부터 19일까지 ARVN 병력과 함께 최소한의 저항으로 해당 지역을 재점령했다.:409–410 1968년 12월 31일, 제3정찰대대가 케산 서쪽에 상륙하여 도슨 강 서부 작전을 시작했고, 1969년 1월 2일에는 제9해병대와 제2ARVN 연대도 새로 설립된 가이거 및 스미스 화력 지원 기지의 지원을 받아 고원에 배치되었다. 3주간의 작전에서 케산 지역에서 PAVN의 중요한 병력이나 보급품은 발견되지 않았다.: 18–19 1969년 6월 12일부터 7월 6일까지, 1/9 해병대, 제5보병연대 제1대대, 제2ARVN 연대 제2 및 3대대로 구성된 과달카날 특수부대가 유타 메사 작전에서 케산 지역을 점령했다.:71–72 해병대는 1966년부터 1969년 9월까지 케산 고원을 내려다보는 950고지를 점령했으며, 이후 육군에 통제권이 넘어갔고, 육군은 이곳을 SOG 작전 및 지원 기지로 사용하다가 1971년 6월 PAVN에 의해 점령되었다.:152 미군 병력의 점진적인 철수는 1969년에 시작되었고, 베트남화의 채택은 1969년까지 "제한적인 전술적 공세가 만연했지만, 전쟁에 대한 미군의 참여는 곧 방어적 입장으로 전락할 것"을 의미했다.
군사 역사가 로널드 스펙터에 따르면, 케산 전투를 미국의 승리로 합리적으로 기록하는 것은 불가능하다. 토마스 릭스에 따르면, 기지가 포기되면서 "케산은 많은 미국인의 마음에 베트남에서 doomed된 미군의 노력을 스며든 무의미한 희생과 혼란스러운 전술의 상징으로 각인되었다." 기자 마이클 허는 전투를 보도했으며, 그의 이야기는 영화 지옥의 묵시록의 초현실적인 "도롱 다리" 장면에 영감을 주어 전쟁의 무질서함을 강조했다.

## 전후

### 맥나마라 선의 종료
1966년부터 미국은 북베트남 군대의 침투를 막기 위해 DMZ를 가로지르는 방어 시스템을 구축하려고 시도했다. "맥나마라 선"으로 알려진 이 시스템은 처음에는 "프로젝트 나인"으로 명명되었다. 1967년 9월, PAVN이 DMZ를 가로지르는 해병대 점령 진지에 대한 공격을 시작하면서 MACV는 이를 "다이 마커"로 개명했다. 이 공격은 맥나마라 선의 진전을 방해했고, 케산 주변에서 전투가 격화되면서 센서 및 기타 하드웨어를 포함한 필수 장비가 다른 곳에서 케산 미군 주둔지의 필요를 충족시키기 위해 전환되어야 했다. 결국 이 선의 건설은 포기되었고, 자원은 나중에 더 이동성 있는 전략을 구현하는 데 전환되었다.

### 평가
하노이의 케산에서의 전략적 목표의 정확한 본질은 베트남 전쟁에서 가장 흥미로운 미해결 질문 중 하나로 간주된다. 고든 로트만에 따르면, 북베트남 공식 역사인 《베트남의 승리》조차도 이 문제에 대해 대부분 침묵하고 있다. 미국 역사가들 사이에서 "케산의 수수께끼"로 알려진 이 질문은 존 프라도스와 레이 스터비에 의해 다음과 같이 요약되었다: "구정 대공세가 케산에서 전쟁을 승리로 이끄는 전투를 위한 PAVN/VC의 준비를 용이하게 하기 위한 기만 작전이었거나, 아니면 케산이 구정 대공세 며칠 전에 웨스트모얼랜드를 홀리기 위한 기만 작전이었다.":173 북베트남의 의도를 평가하면서 피터 브러시는 베트남 전구 사령관인 보응우옌잡의 주장을 인용했다: "케산 자체는 중요하지 않았고, 다만 미군 병력을 남베트남의 인구 밀집 지역에서 멀어지게 하기 위한 기만 작전일 뿐이었다." 이는 다른 관찰자들이 포위 작전이 30,000명의 미군 병력을 구정 대공세의 주요 목표였던 도시들에서 멀어지게 함으로써 더 넓은 PAVN 전략에 기여했다고 결론 내리게 했다.
PAVN이 실제로 케산을 점령할 계획이었는지, 아니면 이 전투가 1954년 디엔비엔푸 전투에서 프랑스군에 대한 베트민의 승리를 재현하려는 시도였는지는 오랫동안 논쟁의 대상이었다. 웨스트모얼랜드는 후자라고 믿었으며, 그의 믿음은 "역방향 디엔비엔푸"를 기획하려는 그의 열망의 근거가 되었다.:61 웨스트모얼랜드의 주장에 동의하는 사람들은 하노이가 구정 대공세를 위해 병력을 배치하는 대신 그렇게 많은 병력을 이 지역에 투입한 것에 대해 다른 설명이 없다고 주장한다. 북베트남이 공세에 사용할 수 있는 병력의 절반 정도(6만~7만 명)만 투입했으며, 대부분이 베트콩이었다는 사실은 웨스트모얼랜드의 주장을 뒷받침한다. 다른 이론들은 케산 주변의 병력은 단순히 DMZ 지역의 지역 방어 조치였거나, 6.25 전쟁 중 미국의 인천 상륙 작전과 같은 공세적인 미국의 최종 돌파에 대비한 예비 병력 역할을 했다고 주장한다. 그러나 북베트남 자료에 따르면 미국은 케산에서 승리한 것이 아니라 파괴를 피하기 위해 후퇴할 수밖에 없었다고 주장한다. PAVN은 케산이 "군사적, 정치적 관점에서 모두 뼈아픈 패배"였다고 주장했다. 웨스트모얼랜드는 전투 종료 두 달 후 교체되었고, 그의 후임자는 철수를 다른 방식으로 설명했다.

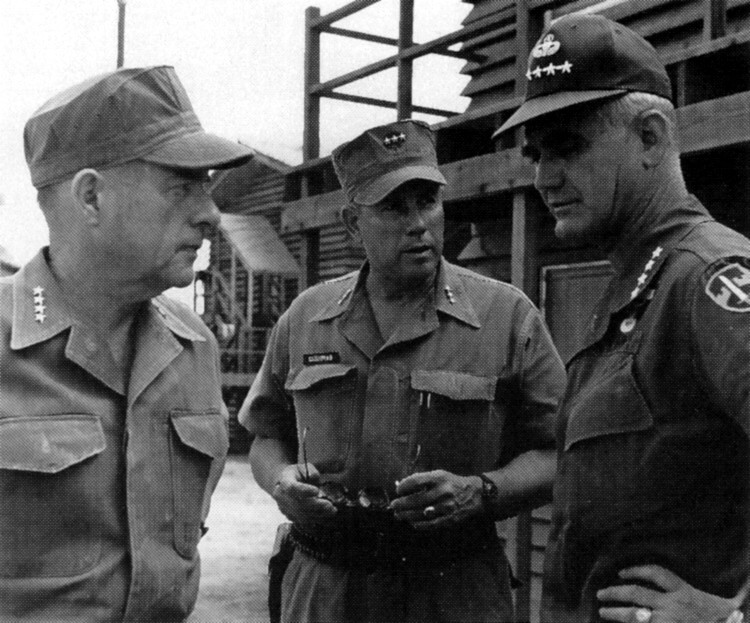
월러스 M. 그린 해병대 사령관(왼쪽), 로버트 E. 커시먼 주니어 중장, III MAF 사령관(중앙), 그리고 윌리엄 웨스트모얼랜드 장군(오른쪽)

크레이턴 에이브럼스 장군 또한 북베트남이 디엔비엔푸를 모방할 계획이었을 수 있다고 제안했다. 그는 구정 대공세 동안 PAVN의 행동이 이를 증명했다고 믿었다. 그는 PAVN이 케산의 3개 사단을 후에 전투에 투입하는 대신 병력을 분산시키지 않았다면 후에에서 북베트남을 몰아내는 데 더 오래 걸렸을 것이라는 사실을 인용했다. 그러나 PAVN은 케산 지역에서 3개 연대를 전투에 투입했다.:38
또 다른 해석은 북베트남이 양쪽을 모두 노리는 이른바 '옵션 플레이' 전략을 계획하고 있었다는 것이다. PAVN은 케산을 점령하려 시도하되, 실패하더라도 최대한 많은 미군과 남베트남군 병력을 1군단에 묶어둠으로써 구정 대공세에 유리한 조건을 만들려 했다.:210 이 견해는 1974년 포획된 북베트남 전투 연구 보고서에 의해 뒷받침되는데, 이 보고서에는 PAVN이 가능했다면 케산을 점령했을 것이지만, 지불할 대가에는 한계가 있었다고 명시되어 있다. 주요 목표는 미군에게 사상자를 입히고 그들을 외딴 국경 지역에 고립시키는 것이었다.:67–68
또 다른 이론은 케산 주변과 국경에서의 다른 전투들이 단순히 미국의 주의와 병력을 국경에 집중시키기 위한 기만책이었다는 것이다. 역사가 데이브 팔머 장군은 이러한 주장을 받아들였다: "지압 장군은 케산을 점령할 의도가 전혀 없었다... [그것은] 기만 작전이었다. 그리고 그것은 그 목적을 훌륭하게 달성했다."
제3해병사단 사령관 래스본 M. 톰킨스 해병대 장군은 PAVN이 실제로 케산을 점령할 의도였다면 기지 외곽 500m에 있는 유일한 수원지인 개울을 끊을 수 있었을 것이라고 지적했다. 만약 그들이 개울을 오염시켰다면 공중 수송으로는 해병대에게 충분한 물을 공급할 수 없었을 것이다.:55 또한, 빅터 크루락 해병대 중장은 PAVN이 수원지나 전화 유선선을 끊지 않았다는 주장을 통해 기지를 진지하게 점령할 의도가 없었다는 주장에 동의했다.:289

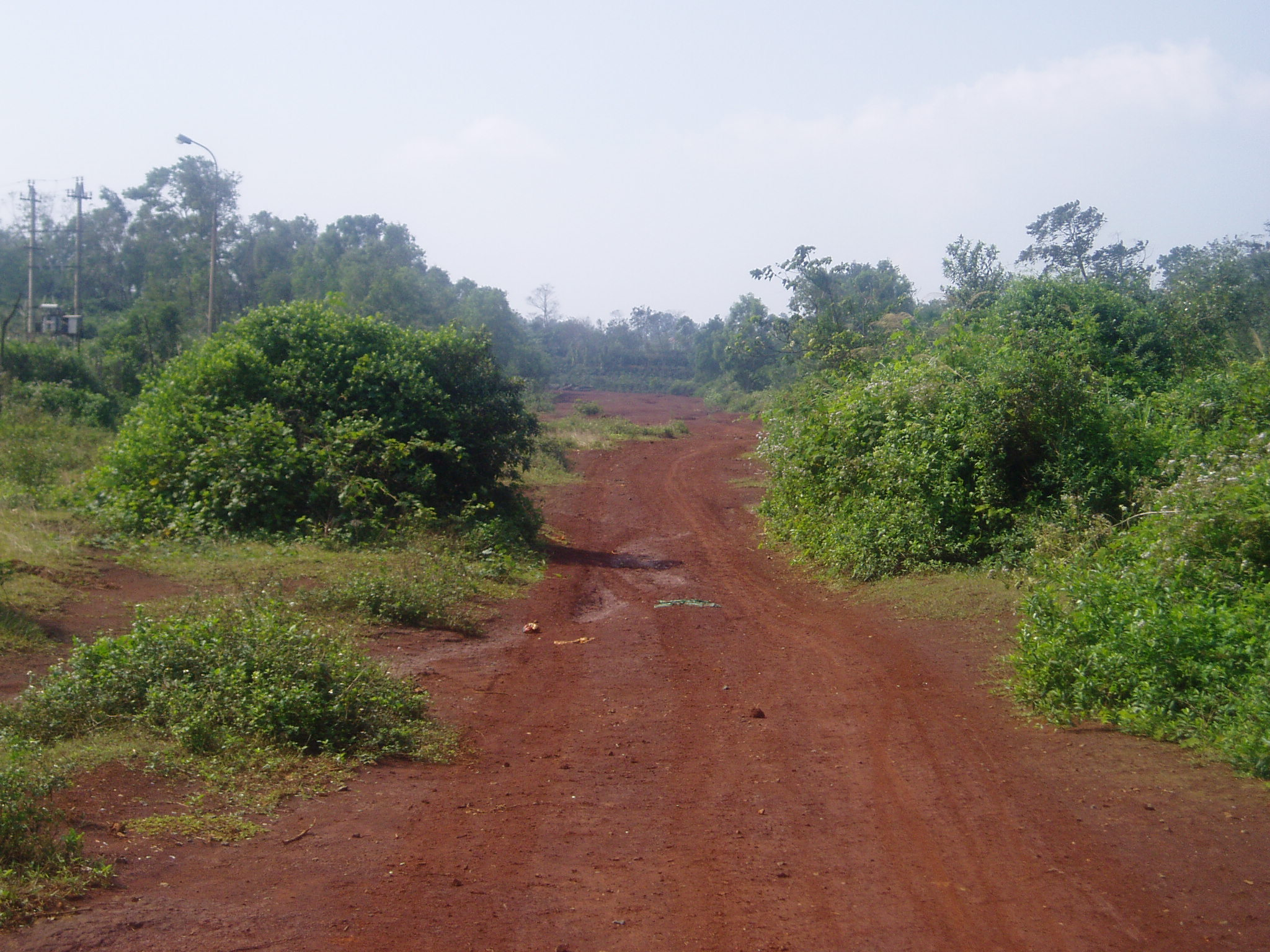
케산 활주로, 2006년 12월

웨스트모얼랜드가 주장하고 이후 전투 역사가들이 자주 인용하는 주장 중 하나는 케산에 PAVN 사단 몇 개에 비해 해병대 연대 두 개만 묶여 있었다는 것이다.:240 하노이가 기지 주변으로 이동하기로 결정했을 때, 케산은 한두 개의 미군 대대만으로 지켜지고 있었다. 한 대대의 파괴가 두세 개의 PAVN 사단의 목표가 될 수 있었는지에 대해서는 논란의 여지가 있었다. 그러나 웨스트모얼랜드가 자신의 주장을 믿었다 하더라도, 그의 주장은 다음 논리적 단계로 나아가지 못했다. 1968년 1월 말까지 그는 전체 미군 전투 병력의 절반, 거의 50개 기동 대대를 1군단으로 이동시켰다.

### 람선 719 작전 중 사용
1971년 1월 30일, ARVN과 미군은 듀이 캐년 II 작전을 시작했다. 이 작전은 9번 국도를 재개통하고 케산 지역을 확보하며 KSCB를 람선 719 작전을 위한 전방 보급 기지로 재점령하는 것을 포함했다. 1971년 2월 8일, 선두 ARVN 부대는 9번 국도를 따라 라오스 남부로 진격했지만, 미 지상군과 고문관은 라오스 진입이 금지되었다. 미국은 작전에 병참, 항공 및 포병 지원을 제공했다.
라오스에서 ARVN이 패배한 후, 새로 개통된 KSCB는 PAVN 특수부대와 포병의 공격을 받았고, 1971년 4월 6일 기지는 다시 한번 버려졌다.